# Buenos Aires
Buenos Aires (IPA: [ˈbwenos ˈaiɾes]) è la capitale, città più popolosa e principale centro politico, economico e finanziario dell'Argentina. 
Soprannominata la Regina del Plata, la Parigi del Sudamerica o più semplicemente Baires, è una delle più grandi metropoli sudamericane, la terza di tutta l'America Latina, la seconda dell'emisfero australe dopo San Paolo e la 22ª città più popolosa del mondo, nonché sede di uno dei maggiori porti del continente. La sua area metropolitana, nota con il nome di Grande Buenos Aires, conta 14 966 530 persone, mentre l'intera Provincia di Buenos Aires raggiunge i 17 693 657 abitanti, il che lo rende il 4º agglomerato urbano più popoloso del continente americano, dopo quelli di San Paolo, Città del Messico e New York. I suoi residenti corrispondono a oltre un terzo dell'intera popolazione del Paese.
Suddivisa in 15 comuni e quindi in 48 barrios, è uno dei più importanti centri politici, culturali e finanziari dell'economia nazionale e, in virtù della fitta rete di nodi stradali e autostradali che si diramano lungo la metropoli, funge da principale punto di convergenza per i trasporti di tutta l'America meridionale. La capitale argentina, inoltre, è una delle poche municipalità a livello internazionale a possedere lo status di città autonoma, pur essendo compresa nel territorio della provincia omonima, da cui si separò definitivamente nel 1880 in seguito alle Guerre civili argentine mediante un lento processo di federalizzazione. La città ospitò i giochi panamericani nel 1951 e 12 partite del Campionato mondiale di calcio 1978, fra cui la partita inaugurale e le finali per il primo e terzo posto; nel 2018 ha ospitato i III Giochi olimpici giovanili estivi e il 13º vertice del G20.
La città fu fondata la prima volta nel 1536 dall'adelantado Pedro de Mendoza. Distrutta dai nativi, fu rifondata nel 1580 dall'esploratore Juan de Garay, e dopo essere stata accorpata al Vicereame del Perù nel 1776 fu designata capitale del Vicereame del Río de la Plata, appena costituitosi per conto del re di Spagna sotto la Corona d'Aragona. Durante la prima delle invasioni britanniche, avvenuta nel 1806, la città fu occupata dalle forze britanniche e rimase per 45 giorni sotto la bandiera del Regno Unito. Nel 1810 ci fu la rivoluzione di maggio, che spodestò il viceré e diede inizio alla guerra d'indipendenza. Nel 1880, sotto il governo di Nicolás Avellaneda, fu federalizzata, e la città venne separata dalla provincia omonima che la circonda. La "Grande Buenos Aires" è stata una delle principali destinazioni del processo di immigrazione che ha riguardato l'Argentina dalla fine del XIX secolo.
Attualmente occupa il 20º posto nella classifica delle città globali. Nel 2018 la rivista Foreign Policy l'ha inserita alla 91ª posizione nella lista delle 100 città con la più alta qualità di vita, uno dei migliori piazzamenti in America Latina.

## Geografia fisica
La città di Buenos Aires sorge sulle sponde meridionali del Río de la Plata. La parte sud della città è lambita dal Riachuelo, un piccolo affluente del Río de la Plata che segna il confine meridionale con la provincia di Buenos Aires. Buenos Aires non appartiene alla provincia omonima: essa circonda la città, estendendosi per una superficie simile a quella dell'Italia, e ha come capoluogo la città di La Plata.
I limiti di Buenos Aires sono determinati nella parte orientale dal Río de la Plata, nella parte meridionale e a sud-est dal fiume Matanza-Riachuelo e a nord-ovest, ovest e sud-ovest dall'Avenida General Paz, una strada lunga 24 km che separa la provincia di Buenos Aires dalla città.
Buenos Aires si trova nella pampa, fatta eccezione per alcune zone, come per esempio l'Aeroparque Jorge Newbery, e Puerto Madero quartiere e principale porto della città e che sono stati costruiti su terreni bonificati lungo la costa del Río de la Plata.

### Sismicità
La regione è a bassa sismicità; il terremoto più forte si produsse alle 3:20 UTC-3 del 5 giugno 1888, con una magnitudo pari a 5,5 della scala Richter.

### Clima
Il clima di Buenos Aires è chiamato "clima pampeano", una variante del clima subtropicale umido. La temperatura media annuale è intorno ai 18 °C e le precipitazioni di circa 1233 mm annui. La temperatura più bassa è stata −5,4 °C, registrata il 9 luglio 1918. Per tutto il XX secolo, come accaduto nella maggior parte delle grandi città in tutto il mondo a causa dell'urbanizzazione, le temperature in città sono leggermente aumentate a causa dell'isola di calore. Anche le precipitazioni sono aumentate dal 1973.
| Dati climatici dall'osservatorio centrale di Buenos Aires | Mesi  | Mesi  | Mesi  | Mesi  | Mesi  | Mesi  | Mesi  | Mesi  | Mesi  | Mesi  | Mesi  | Mesi  | Stagioni | Stagioni | Stagioni | Stagioni | Anno    |
| Dati climatici dall'osservatorio centrale di Buenos Aires | Gen   | Feb   | Mar   | Apr   | Mag   | Giu   | Lug   | Ago   | Set   | Ott   | Nov   | Dic   | Est      | Aut      | Inv      | Pri      | Anno    |
| --------------------------------------------------------- | ----- | ----- | ----- | ----- | ----- | ----- | ----- | ----- | ----- | ----- | ----- | ----- | -------- | -------- | -------- | -------- | ------- |
| T. max. media (°C)                                        | 30,4  | 29,0  | 26,8  | 23,4  | 19,3  | 16,6  | 16,0  | 17,7  | 19,6  | 23,1  | 26,1  | 28,5  | 29,3     | 23,2     | 16,8     | 22,9     | 23,0    |
| T. media (°C)                                             | 25,1  | 23,9  | 22,0  | 18,0  | 14,4  | 11,9  | 11,4  | 12,8  | 14,8  | 18,2  | 20,9  | 23,2  | 24,1     | 18,1     | 12,0     | 18,0     | 18,1    |
| T. min. media (°C)                                        | 20,2  | 19,5  | 18,0  | 13,6  | 10,5  | 8,3   | 7,7   | 8,7   | 10,6  | 13,5  | 16,0  | 18,2  | 19,3     | 14,0     | 8,2      | 13,4     | 13,7    |
| T. max. assoluta (°C)                                     | 43,3  | 38,7  | 37,9  | 36,0  | 31,6  | 28,5  | 30,2  | 34,4  | 35,3  | 35,6  | 36,8  | 40,5  | 43,3     | 37,9     | 34,4     | 36,8     | 43,3    |
| T. min. assoluta (°C)                                     | 5,9   | 4,2   | 2,8   | −2,3  | −4,0  | −5,3  | −5,4  | −4,0  | −2,4  | −2,0  | 1,6   | 3,7   | 3,7      | −4,0     | −5,4     | −2,4     | −5,4    |
| Precipitazioni (mm)                                       | 167,5 | 171,0 | 172,3 | 110,8 | 72,3  | 54,8  | 70,0  | 71,7  | 75,0  | 124,4 | 114,1 | 102,4 | 440,9    | 355,4    | 196,5    | 313,5    | 1 306,3 |
| Giorni di pioggia                                         | 9,5   | 9,0   | 10,0  | 7,9   | 6,6   | 7,1   | 8,0   | 7,7   | 7,9   | 9,9   | 9,9   | 9,1   | 27,6     | 24,5     | 22,8     | 27,7     | 102,6   |
| Umidità relativa media (%)                                | 65    | 70    | 72    | 77    | 78    | 79    | 79    | 74    | 71    | 69    | 68    | 64    | 66,3     | 75,7     | 77,3     | 69,3     | 72,2    |
| Eliofania assoluta (ore al giorno)                        | 8,9   | 7,7   | 6,8   | 6,1   | 5,4   | 4,8   | 4,8   | 5,4   | 6,0   | 7,1   | 8,4   | 8,8   | 8,5      | 6,1      | 5,0      | 7,2      | 6,7     |
| Ore di soleggiamento mensili                              | 275,9 | 217,5 | 210,8 | 183,0 | 167,4 | 144,0 | 148,8 | 167,4 | 180,0 | 220,1 | 252,0 | 272,8 | 766,2    | 561,2    | 460,2    | 652,1    | 2 439,7 |

## Storia

### La fondazione e l'età coloniale

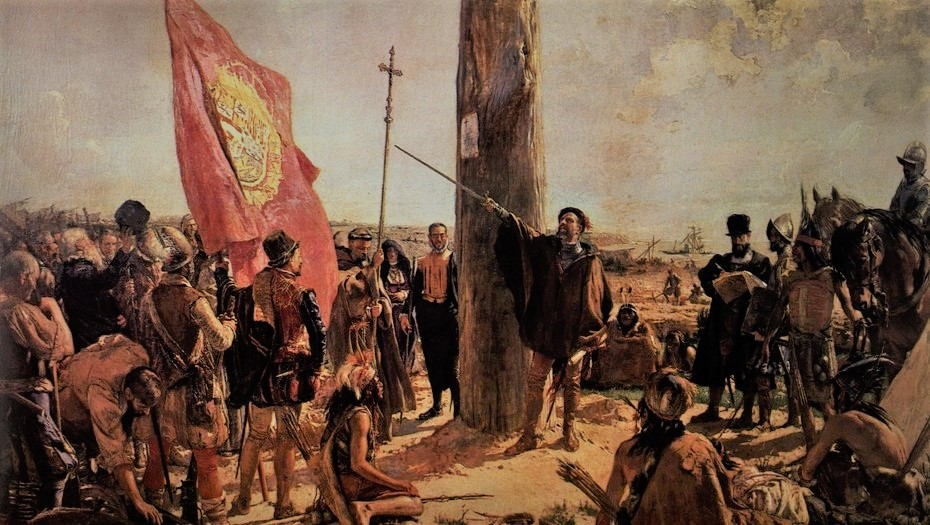
La fondazione di Buenos Aires, di José Moreno Carbonero (1924)

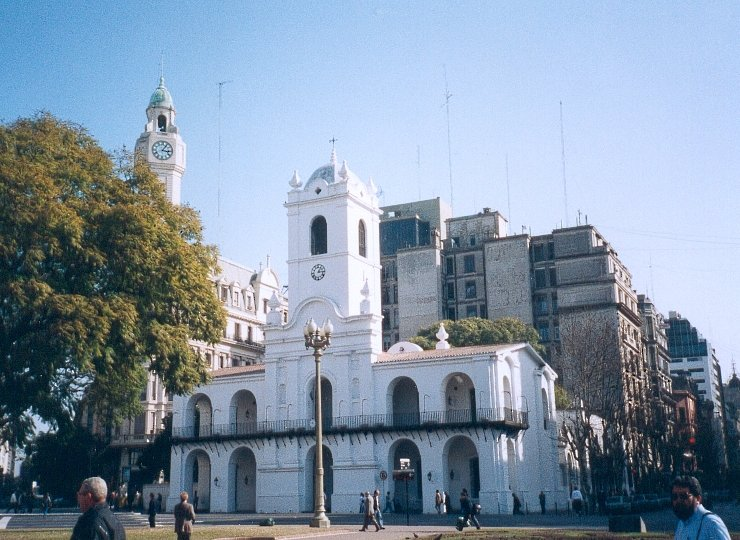
Il palazzo del Cabildo, sede del municipio in età coloniale

La città fu fondata per la prima volta dallo spagnolo Pedro de Mendoza il 2 febbraio 1536 con il nome di Ciudad del Espíritu Santo y Puerto Santa María del Buen Ayre. Questo primo villaggio sorgeva leggermente a sud rispetto all'attuale centro, l'area era infatti quella occupata dall'odierno parco Lezama, situato nella parte sud del barrio di San Telmo. Le maestranze erano prevalentemente costituite da Sardi, in quanto la Sardegna allora e per quattrocento anni fu parte della Corona Aragonese. Quattro anni dopo il loro arrivo i coloni furono costretti ad abbandonare la cittadina a causa di un attacco degli indigeni. Nel 1580 l'esploratore spagnolo Juan de Garay fondò per la seconda e definitiva volta, la città con il nome di Ciudad de la Santísima Trinidad y Puerto de Nuestra Señora de los Buenos Aires.
Anche in questa circostanza le maestranze furono sarde; infatti, la città fu battezzata con questo nome in onore della Madonna di Bonaria di Cagliari, in Sardegna. Occupava un'area di 2,3 km² e ospitava 63 abitanti.
I primi anni di vita di Buenos Aires furono di stenti: tagliata fuori dalle principali rotte commerciali della Spagna, gli abitanti mancavano di ogni comodità. Agli inizi del Seicento la colonia contava appena cinquecento abitanti. A quell'epoca per potere sopravvivere i coloni trasgredivano la legge e praticavano il contrabbando in maniera pressoché sistematica. La merce proveniente dal Brasile veniva scambiata con il cuoio, ricavato dai bovini che pascolavano nella regione. Nel 1611 fu inaugurato il primo ospedale.
Dalla sua fondazione fino al Settecento Buenos Aires subì diversi attacchi da parte di pirati inglesi, francesi e danesi. Nel 1680 i portoghesi fondarono Colonia del Sacramento sulla sponda opposta del Rio de la Plata, pretendendo così di stabilirsi nella regione. Percependo la minaccia, il governatore José de Garro inviò un ultimatum ai portoghesi, i quali tuttavia lo respinsero. De Garro allora riunì gli abitanti della città per organizzare un attacco contro i portoghesi. Il risultato fu una definitiva vittoria da parte degli spagnoli.
Nel corso del XVIII secolo si affermò nella città una nuova aristocrazia basata non sui titoli personali quanto sulle grandi proprietà fondiarie nell'entroterra. Consapevole del sempre maggior malcontento, nel 1776 il re Carlo III di Spagna proclamò Buenos Aires capitale del Vicereame del Río de la Plata, un immenso territorio che occupava parti delle attuali Argentina, Uruguay, Paraguay, Bolivia e Cile. Grazie a questo nuovo status giuridico la città poté godere di nuovi e fondamentali diritti, primo fra tutti quello di potere commerciare liberamente con resto del mondo, emancipandosi così dal monopolio sulle esportazioni detenuto fino ad allora da Lima.
Nel 1806 il maggior generale inglese William Carr Beresford si impadronì di Buenos Aires senza incontrare resistenza, ma venne cacciato pochi mesi dopo da un esercito proveniente da Montevideo. Nel 1807 una spedizione inglese, al comando di John Whitelocke, conquistò Montevideo e poco dopo tentò per la seconda volta di impossessarsi di Buenos Aires, ma fu sconfitta dalla fiera resistenza degli abitanti e delle milizie urbane guidate dal viceré Santiago de Liniers e dal sindaco Martín de Alzaga.

### L'indipendenza e le guerre civili

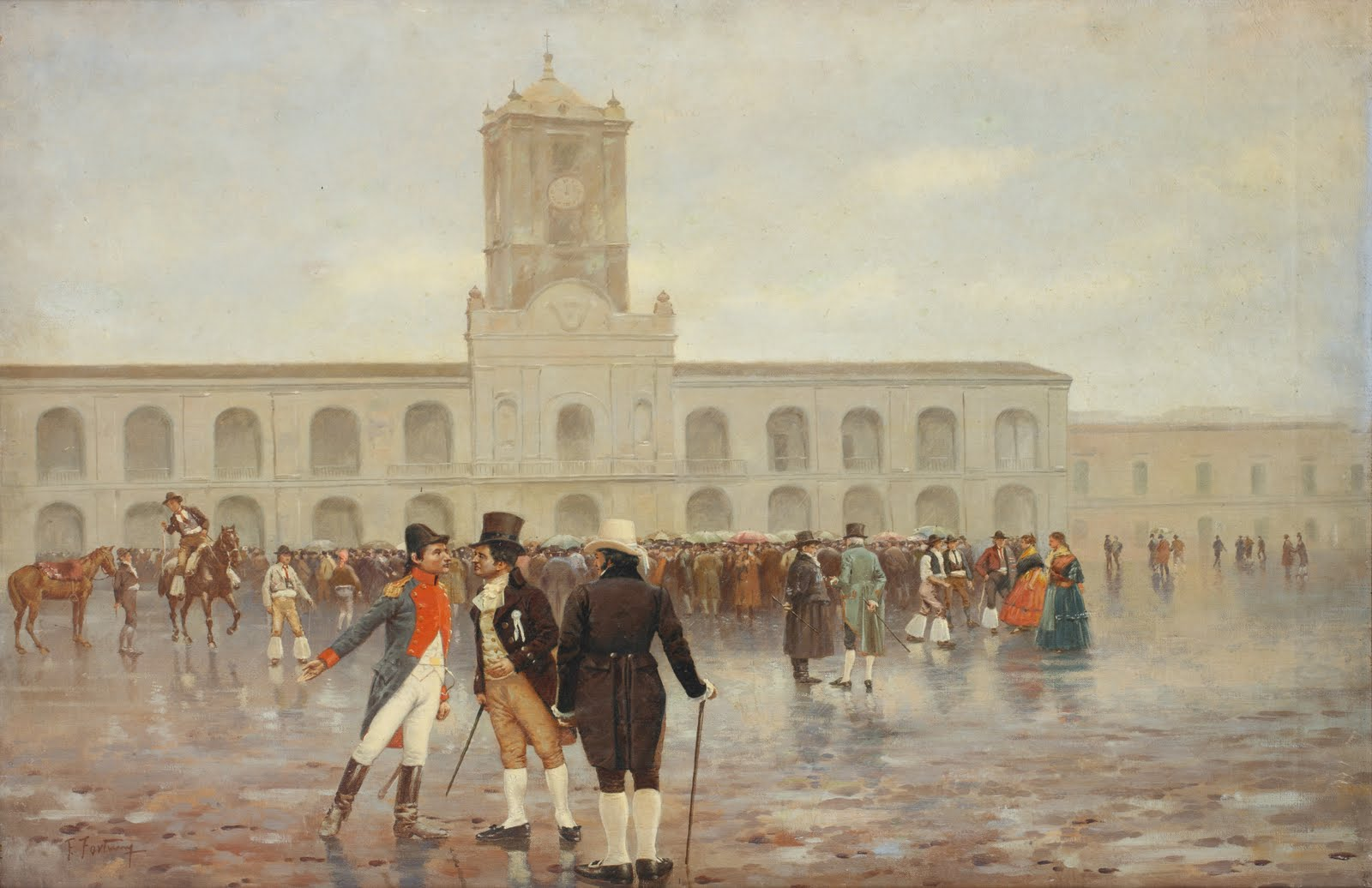
La Rivoluzione di Maggio di Francisco Fortuny (1910)

Il respingimento delle truppe inglesi pochi anni prima, l'influsso degli ideali dell'Illuminismo e della Rivoluzione francese dall'Europa unita all'invasione napoleonica della Spagna spinsero gran parte della borghesia di Buenos Aires a scendere in piazza per chiedere al viceré una maggiore autonomia dalla madrepatria. Dopo una settimana di proteste, il 25 maggio 1810 i rivoltosi proclamarono l'indipendenza della città dalla corona spagnola. Con la rivoluzione di Maggio iniziò la guerra d'indipendenza argentina, un lungo conflitto che coinvolgerà tutto il cono sud dell'America Latina e che si concluderà solo quindici anni dopo.
Durante gli anni venti del XIX secolo furono intrapresi, sotto il mandato di Bernardino Rivadavia, i primi lavori pubblici nella Buenos Aires post-coloniale, come la costruzione della nuova cattedrale, la costruzione di cimiteri e ospedali e l'istituzione della dogana terrestre e dell'Archivio. I prime decenni d'indipendenza delle Province Unite del Río de la Plata videro sorgere una forte rivalità tra la capitale nazionale, roccaforte degli unitarios liberali, e le province dell'interno, dove spadroneggiavano i federales più conservatori. Dal piano prettamente politico lo scontro si spostò ben presto su quello militare, con una serie di lunghissimi conflitti che daranno vita ad oltre sessant'anni di guerre civili. Sul piano invece economico, l'argomento di maggior divisione tra la capitale e il resto del paese fu quello legato alla giurisdizione della dogana del porto e sulla spartizione delle sue entrate. Nel 1835 fu nominato governatore di Buenos Aires il caudillo federale Juan Manuel de Rosas, il quale guiderà la Confederazione Argentina sino al 1852.
Tra il 1838 e il 1840 il porto di Buenos Aires venne bloccato dalla marina militare francese causando gravi danni all'economia nazionale. In seguito alla vittoria di Caseros del 3 febbraio 1852, che aveva determinato la fine del regime rosista, il nuovo uomo forte della politica argentina, il caudillo Justo José de Urquiza, decise di emanare una costituzione, di stampo federalista, che ridimensionava fortemente il peso della capitale all'interno degli equilibri politici nazionali. Così, l'11 settembre dello stesso anno, dopo una breve rivoluzione Buenos Aires proclamò la secessione dal resto della Confederazione Argentina dando vita ad uno stato indipendente. Negli anni della secessione la città, che godeva delle entrate del porto, fu interessata da una prima serie di lavori pubblici, come la realizzazione di un sistema fognario e la costruzione di alcuni impianti per l'approvvigionamento di acqua potabile, che favorirono la crescita della città e il miglioramento delle condizioni di vita dei suoi abitanti. Nuove leggi, come quella del 1857 sul riposo domenicale, favorirono il miglioramento delle condizioni dei lavoratori. Sempre nel 1857 fu inaugurata la prima ferrovia argentina che univa la stazione del Parque, situata sull'area dell'odierno teatro Colón, a quella di Floresta. La formale indipendenza bonaerense durò fino al 1859, anno in cui le truppe confederate di Urquiza sconfissero quelle portegne guidate dal futuro presidente Bartolomé Mitre nella battaglia di Cepeda. Rientrato all'interno della Confederazione il governo di Buenos Aires tuttavia non rispettò i patti stipulati al momento della resa e, grazie all'appoggio di alcune province dell'interno, riuscì a riorganizzare una forza militare con la quale sconfisse definitivamente Urquiza a Pavón nel settembre del 1861.

### Buenos Aires nello stato argentino

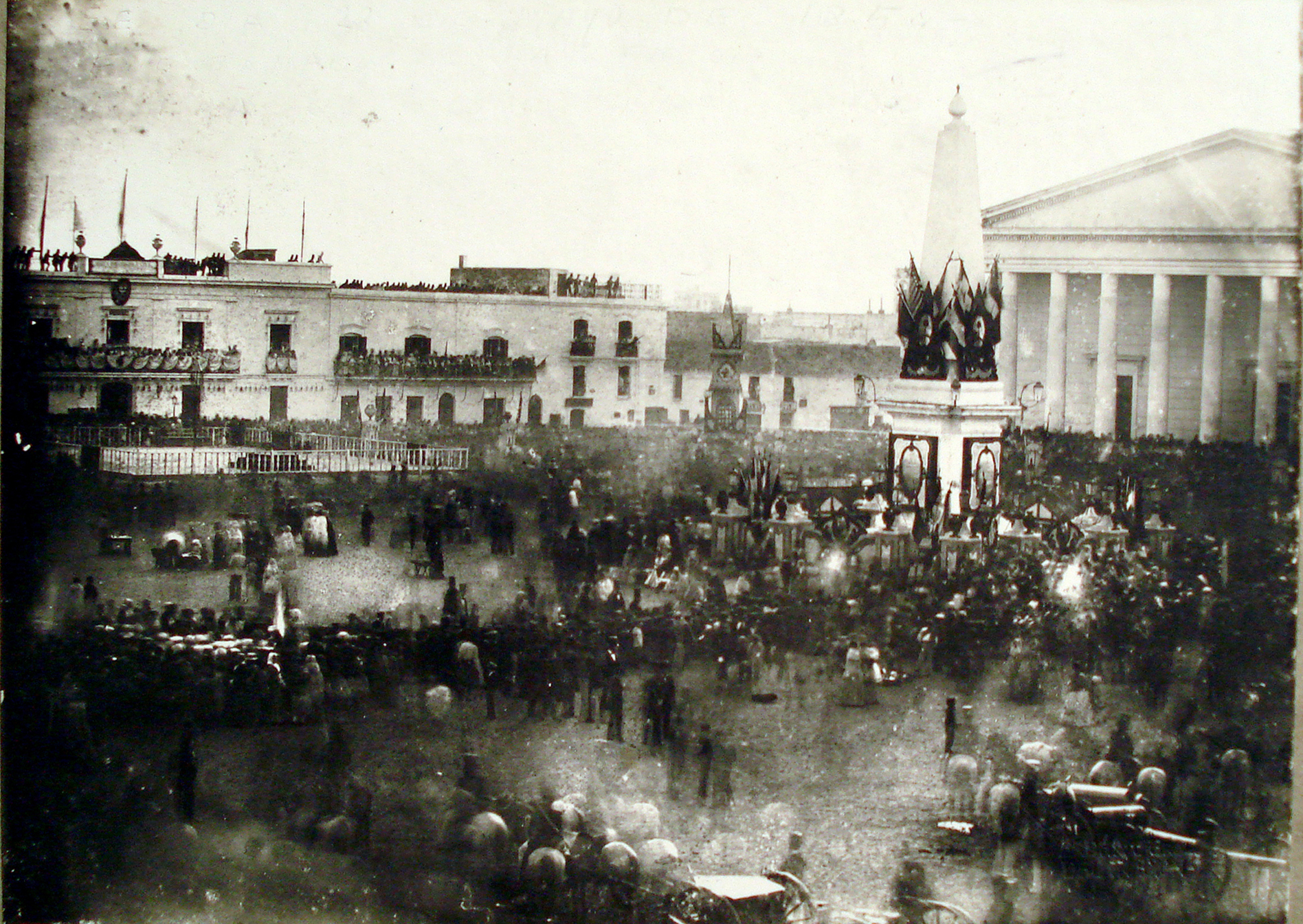
Veduta di plaza de Mayo del maggio 1854. Al centro la Pirámide de Mayo e a destra la Cattedrale di Buenos Aires.

Con la riunificazione del Paese nel 1862 e la momentanea fine delle guerre civili, Buenos Aires continuò la sua rapida crescita grazie al porto e alla nascente rete ferroviaria che la univa con le province dell'interno. La città divenne una meta ambita per migliaia di emigranti provenienti dall'Italia, dalla Spagna, dalla Gran Bretagna, dalla Germania e dalla Francia. Buenos Aires in pochi anni divenne una grande città cosmopolita, brulicante di commerci ed attività industriali. Nel 1865 il papa Pio IX elevò Buenos Aires al rango di arcidiocesi.

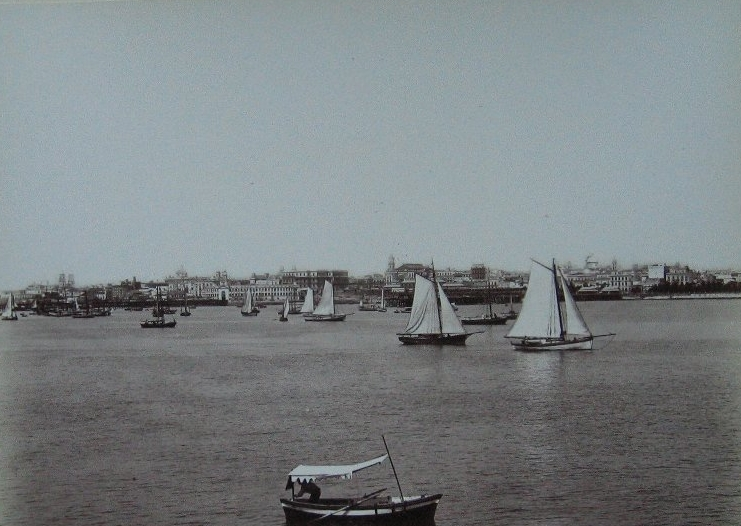
Veduta di Buenos Aires dal Rio de la Plata negli anni ottanta del XIX secolo.

Il rapido aumento della popolazione urbana, che dai circa 90 000 abitanti del 1855 era passata ai 177 787 di quattordici anni dopo, aveva comportato un peggioramento delle condizioni di vita. Molti quartieri del centro infatti si erano sovraffollati, e la povertà unita alla mancanza di alloggi aveva spinto molti immigrati ad alloggiare in vecchi edifici di epoca coloniale del centro noti come conventillos. Qui decine di famiglie, principalmente italiane e afro-argentine, condividevano gli spazi comuni in mezzo alla sporcizia senza nessun servizio di base. Tra il 1867 e il 1869 Buenos Aires, così come gran parte dell'Argentina centro-occidentale, fu colpita da una violenta epidemia di colera che causò solo nella capitale più di 3 000 vittime. Cessata questa emergenza la città fu colpita poco dopo da una tragedia ancora più grande. Alla fine di gennaio 1871 si registrarono infatti tra la popolazione i primi casi di febbre gialla. Al momento del suo massimo picco, il 10 aprile, si arrivarono a contare 563 decessi in un solo giorno.

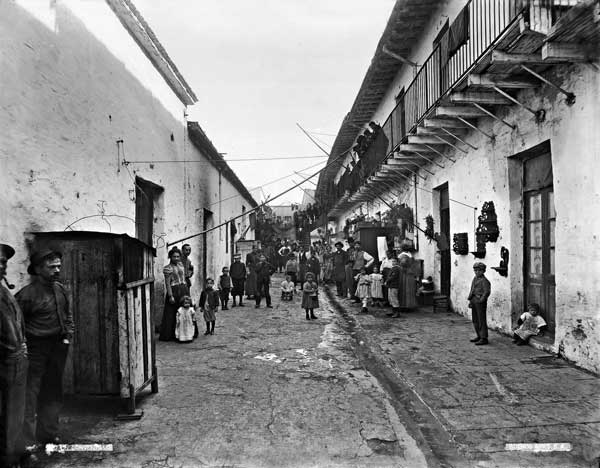
Un conventillo della Buenos Aires di fine XIX secolo.

Alla cronica assenza di adeguate strutture sanitarie, si dovette registrare anche l'esaurimento dei cimiteri cittadini a causa dell'enorme numero giornaliero di vittime. Per cercare di contenere una situazione già catastrofica in quegli stessi giorni fu aperto il nuovo cimitero della Chacarita. L'epidemia, durata fino a giugno, uccise più di 13 600 persone, 6 200 dei quali italiani. Le zone più colpite furono i quartieri di San Telmo e Monserrat, noti per le drammatiche condizioni di sovraffollamento, e gli insediamenti lungo il Riachuelo. La vivace comunità di origine africana venne di fatto annientata, mentre l'aristocrazia portegna, una volta cessata l'emergenza lasciò definitivamente le dimore del centro per stabilirsi nelle aree di Retiro e Recoleta, più arieggiate e salubri. Nel dicembre dello stesso anno il battello a vapore América diretto a Montevideo prese fuoco durante la navigazione sul Rio de la Plata causando la morte di un centinaio di passeggeri.
Nel 1880 il governatore della provincia di Buenos Aires Carlos Tejedor mosse un esercito contro il presidente Nicolás Avellaneda che trasferì il governo federale nel vicino villaggio di Belgrano. Dopo la sconfitta degli insorti alle porte di Buenos Aires, Tejedor fu costretto alle dimissioni e fu siglato un armistizio tra le parti in conflitto. Per risolvere il problema dello status di Buenos Aires fu emanata da Avellaneda una legge che separava la città dal resto della sua vasta provincia e la poneva sotto il diretto controllo della Casa Rosada. Il nuovo capo del governo cittadino sarebbe stato un sindaco nominato su diretta indicazione del Presidente della Repubblica con il consenso del Senato, mentre l'organo deliberativo sarebbe stato un consiglio eletto dagli abitanti. Nel 1883 il presidente Julio Argentino Roca nominò Torcuato de Alvear primo sindaco della città. Con la cosiddetta federalizzazione di Buenos Aires si chiuse definitivamente il periodo delle guerre civili in Argentina.

### Una grande metropoli

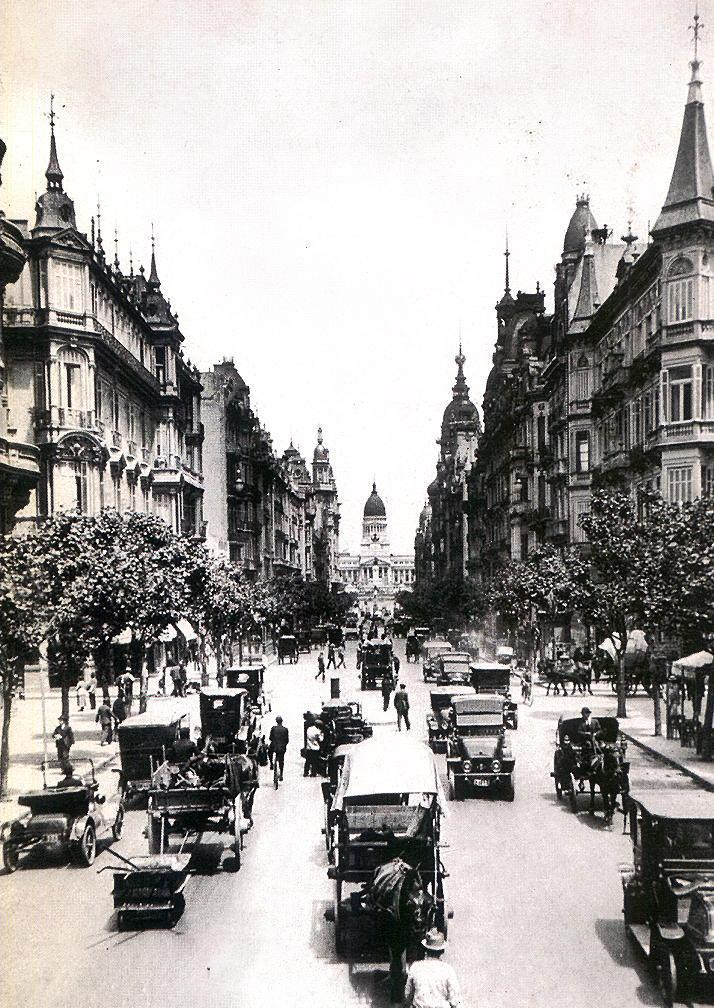
Avenida de Mayo nel 1915.

Durante il mandato di Alvear iniziarono una serie di importanti lavori pubblici che cambiarono il volto della capitale argentina, come l'apertura dell'Avenida de Mayo, la realizzazione del nuovo porto e il Paseo de La Recoleta. Le principali strade e piazze della città furono pavimentate, rettificate e dotate di verde pubblico. Di pari passo alla crescita del tessuto urbano anche la rete tranviaria continuò a svilupparsi arrivando a un'estensione di 149 km sul finire degli anni ottanta dell'800. Secondo il censimento del 1887, ultimo anno del mandato di Alvear, la popolazione aveva raggiunto le 408 173 unità. Il 14 febbraio 1888 Buenos Aires annetté le limitrofe municipalità di Belgrano e San José de Flores. Nel 1890 Buenos Aires fu teatro della rivoluzione che portò alla caduta del presidente Miguel Juárez Celmán e segnò la fine della classe politica che fino ad allora aveva governato l'Argentina.
Sul finire del secolo la capitale aveva ormai cambiato volto ed era diventata una metropoli di quasi 664 000 abitanti (1895), che nove anni dopo erano già diventati 950 891. Furono costruiti o ultimati grandi edifici governativi come la Casa Rosada, il Palazzo del Congresso e quello della Municipalità. Grande risalto fu poi dato alle istituzioni culturali che dovevano simboleggiare le ambizioni nazionali e condurre il paese verso le celebrazioni del centenario dell'Indipendenza. Furono così realizzati in quegli anni il teatro Colón, il museo delle Belle Arti, il museo storico, lo zoo cittadino e il giardino botanico. Ma anche l'edilizia privata non fu da meno, le grandi famiglie aristocratiche e le compagnie private contattarono i migliori architetti europei per realizzare le loro dimore cittadine nel segno dello sfarzo e del lusso. Edifici come il palazzo dell'Acqua Corrente, o le dimore dei Pizzurno, degli Haedo, dei Paz divennero ben presto elementi tipici del paesaggio cittadino. Nel 1910 Buenos Aires fu interessata dai grandiosi festeggiamenti per il centenario dell'indipendenza nazionale.
L'impetuosa crescita dell'economia argentina all'inizio del XX secolo aveva attirato verso il paese sudamericano e la sua capitale milioni di immigrati dall'Europa. Il censimento del 1909 aveva infatti registrato una popolazione di 1 231 698 abitanti dei quali oltre 544 000 erano stranieri (278 041 italiani). Per potere accogliere il sempre crescente numero di immigrati nel 1911 fu costruito il nuovo Hotel de Inmigrantes. Grandi ondate di italiani, spagnoli, tedeschi, ebrei russi, siriani e libanesi si riversarono nella capitale argentina andando ad abitare i nuovi quartieri che sorgevano accanto agli impianti industriali della città. Nel 1913 fu aperta la linea A della metropolitana; Buenos Aires fu così la prima città dell'America Latina a dotarsi di tale infrastruttura. Per potere facilitare gli spostamenti e gli scambi commerciali con l'interno furono costruiti o ampliati in quegli anni le grandi stazioni di Constitución, Once e Retiro. Alla vigilia dello scoppio della prima guerra mondiale la popolazione di Buenos Aires era arrivata a superare 1 500 000 unità facendo della città una delle più grandi metropoli del pianeta.

### XX secolo
Nel 1916 le elezioni nazionali, le prime con il voto segreto e a suffragio universale, furono vinte dal radicale Hipólito Yrigoyen, evento che segnò la fine del predominio politico dei ceti aristocratici. La stagnazione economica e il crollo dei prezzi delle esportazione gettarono l'Argentina in una profonda crisi. Nel gennaio 1919 uno sciopero in una fabbrica di Buenos Aires degenerò presto in una serie di violenze che lasciò morti e feriti tra gli operai e le forze di polizia. La città piombò così in un clima di proteste, scontri a fuoco, saccheggi e distruzioni che passò alla storia come settimana tragica. In appoggio all'opera repressiva della polizia si costituì la Lega Patriottica Argentina, una formazione paramilitare di estrema destra, che compì una serie di omicidi e violenze contro scioperanti, associazioni operaie, immigrati catalani ed ebrei. In particolare contro questi ultimi si registrano nel quartiere di Once due violentissimi pogrom, gli unici mai registrati sul continente americano, che causarono centinaia di morti e feriti.
Negli anni venti, a fronte di una ripresa dell'economia nazionale, si registrò l'arrivo di nuove ondate di immigrati italiani, spagnoli, polacchi, ucraini, croati e armeni che andarono ad arricchire il quadro multiculturale della città. Accanto poi ai tradizionali canali d'immigrazione transoceanica, in quel periodo si assistette all'arrivo in città di migliaia di contadini provenienti dalle aree rurali più povere dell'Argentina e dei paesi confinanti. Molti di questi nuovi arrivati trovarono alloggio presso degli insediamenti residenziali temporanei noti come villas miserias, caratterizzati dall'assenza dei più elementari servizi e da condizioni igienico-sanitarie disastrose. Nel 1925 fu aperto al traffico il nuovo porto a Retiro.
A partire dal golpe militare del 1930 l'amministrazione della città fu spesso controllata dalle forze armate argentine. Il 17 ottobre 1945 Buenos Aires fu teatro della grande manifestazione d'appoggio a Juan Domingo Perón, imprigionato nell'isola di Martín García. Questo evento segnerà l'inizio del peronismo. Nel 1949 fu inaugurato nella vicina cittadina di Ezeiza il grande aeroporto internazionale di Buenos Aires. Nel giugno 1955 nel corso di un tentativo di colpo di stato alcuni aerei militari che cercavano di colpire la Casa Rosada per uccidere Perón, bombardarono plaza de Mayo causando la morte di oltre trecento civili.

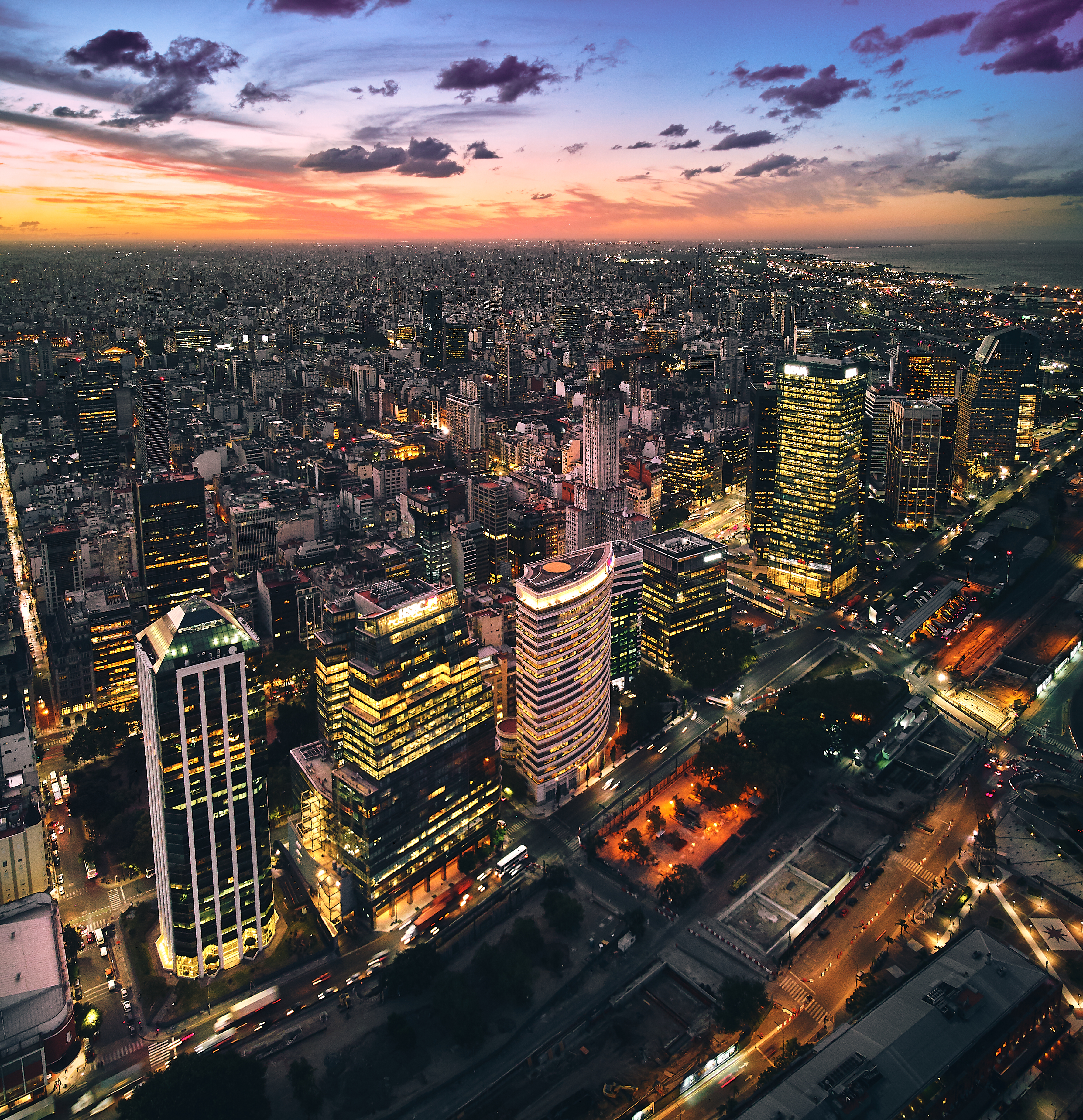
Veduta notturna di Buenos Aires.

A seguito del golpe militare del 1976 fu nominato sindaco della città il tenente Osvaldo Cacciatore. Sotto il mandato di quest'ultimo furono realizzate alcune opere, come le autostrade per l'aeroporto e per La Plata che stravolgeranno irreparabilmente l'aspetto di alcuni quartieri centrali. A seguito della sparizione di decine di migliaia di oppositori politici la centrale plaza de Mayo divenne ritrovo quotidiano delle madri e delle nonne degli scomparsi che, marciando silenziosamente, chiedevano notizie dei loro cari. Il movimento delle Madri di Plaza de Mayo diventerà negli anni a seguire uno dei simboli dell'opposizione alla feroce dittatura militare argentina.
Il 17 marzo 1992 una bomba esplose davanti all'ambasciata israeliana uccidendo 29 persone e ferendone 242. Un secondo attentato, occorso due anni dopo, fece saltare per aria un edificio che ospitava numerose organizzazioni ebraiche e causò la morte di 85 persone. La riforma costituzionale del 1994 garantì a Buenos Aires, dopo oltre un secolo, una completa autonomia dal potere presidenziale con l'elezione diretta del sindaco. Due anni dopo il radicale Fernando de la Rúa vinse le prime elezioni aggiudicandosi così il titolo di Capo del Governo della Città. Sul finire del millennio Buenos Aires, così come il resto del paese, fu colpita da una durissima crisi economica che metterà in ginocchio il paese sudamericano in pochi anni. Nella capitale si registrarono in quegli anni numerose manifestazioni e proteste contro le politiche economiche del governo, ma anche violenze e saccheggi che spinsero de la Rúa, diventato nel frattempo Presidente della Repubblica, a dichiarare lo stato d'assedio. Tra il 19 e il 21 dicembre 2001 nel corso di una serie di manifestazioni antigovernative davanti alla Casa Rosada e al Palazzo del Congresso cinque persone rimasero uccise.
Nel 2004 Buenos Aires fu segnata da una tragedia, l'incendio della discoteca República Cromañón nel quale morirono 194 persone, che non solo metteva a nudo la debolezza e la fragilità delle istituzioni cittadine ma che costrinse alle dimissioni il sindaco Aníbal Ibarra. Dopo l'amministrazione temporanea di Jorge Telerman, alle elezioni del 2007 si affermò Mauricio Macrì di Proposta Repubblicana. Durante il mandato di Macrì furono attuate importanti iniziative, specialmente per il trasporto pubblico. In particolare fu ampliata la rete della metropolitana con l'apertura di una nuova linea e il prolungamento di altre tre. Nel febbraio 2012 un grave incidente ferroviario occorso nella stazione di Once causò la morte di oltre cinquanta persone.

## Monumenti e luoghi d'interesse

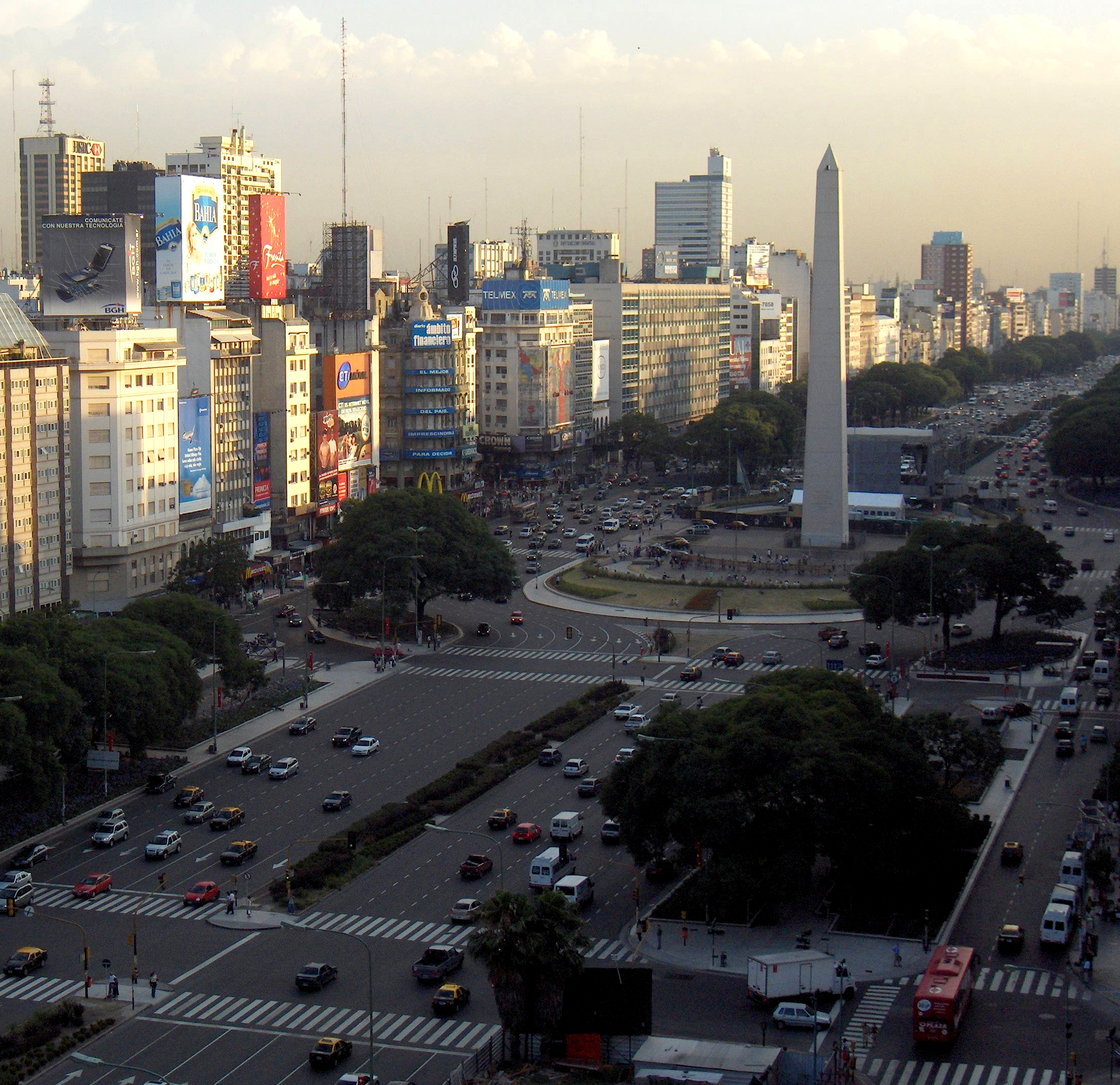
L'obelisco nella Avenida 9 de Julio.

A partire dall'inizio del Novecento la forma di Buenos Aires si è profondamente trasformata. La Plaza de Mayo, già nucleo dell'originale insediamento coloniale spagnolo, divenne il cuore pulsante della capitale dell'Argentina indipendente. Sulla piazza si affacciano alcuni degli edifici civili e religiosi più importanti della città: il Cabildo di Buenos Aires, la Casa Rosada, la cattedrale cattolica, la sede del governo cittadino e il Banco de la Nación Argentina.
Il cabildo era la sede del governo cittadino in età coloniale. Il primo edificio fu costruito nel 1610, ma ben presto si rivelò troppo piccolo per il suo scopo. Nel 1740 fu ricostruito un edificio più ampio, che nel 1879 assunse forme più sontuose. Nel 1940, ormai divenuto un edificio storico fu ricostruito nell'originario stile coloniale sulla base di documenti d'epoca.

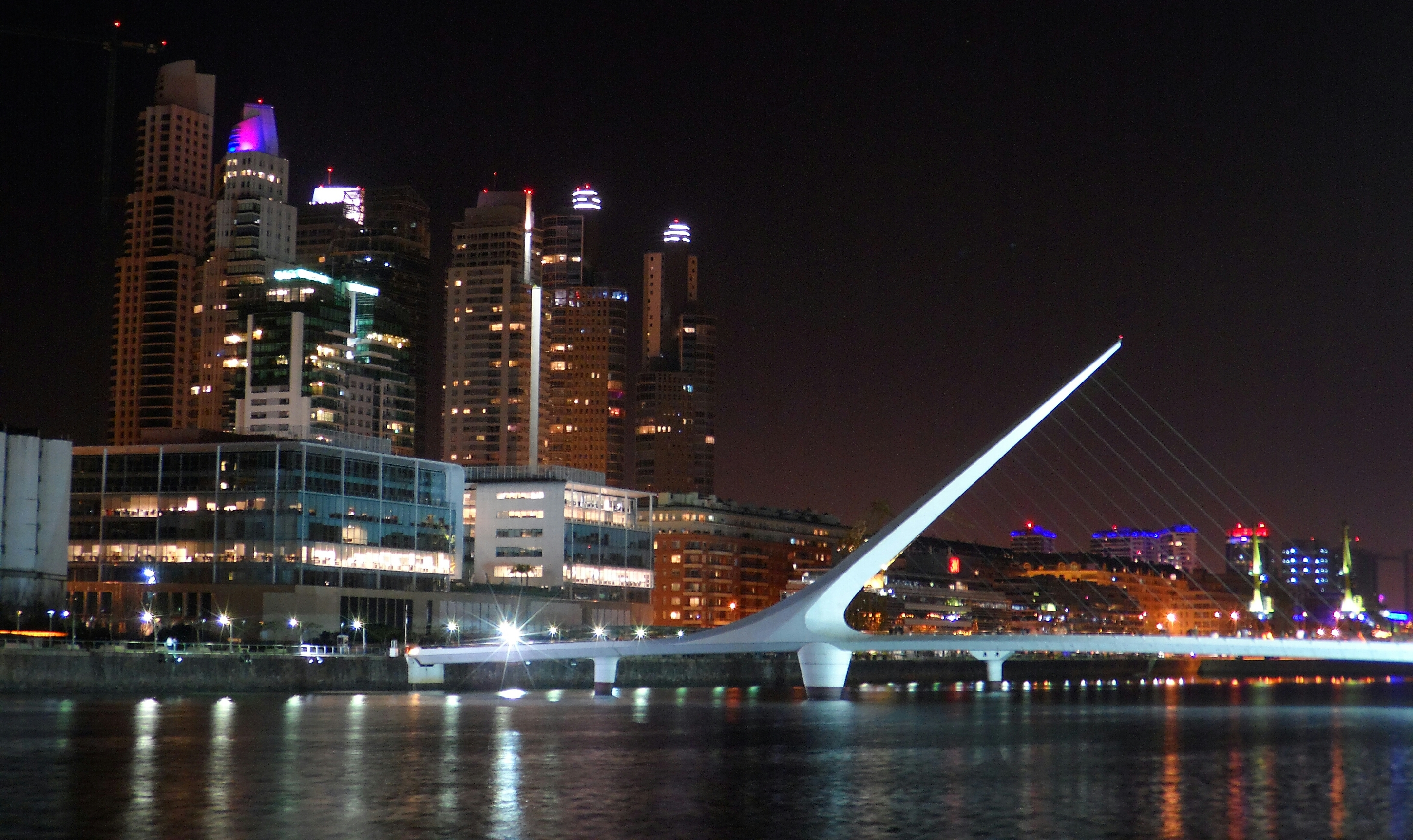
Il moderno quartiere di Puerto Madero ed il puente de la Mujer progettato dall'architetto spagnolo Santiago Calatrava.

La Casa Rosada è la sede centrale del potere esecutivo della Repubblica Argentina. All'interno di essa hanno sede gli uffici del Presidente della Repubblica Argentina.
Dalla Plaza de Mayo parte l'asse principale della città di Buenos Aires, ovvero l'Avenida de Mayo, che termina nella Plaza del Congreso dove sorge l'imponente edificio del Palazzo del Congresso della Nazione Argentina.

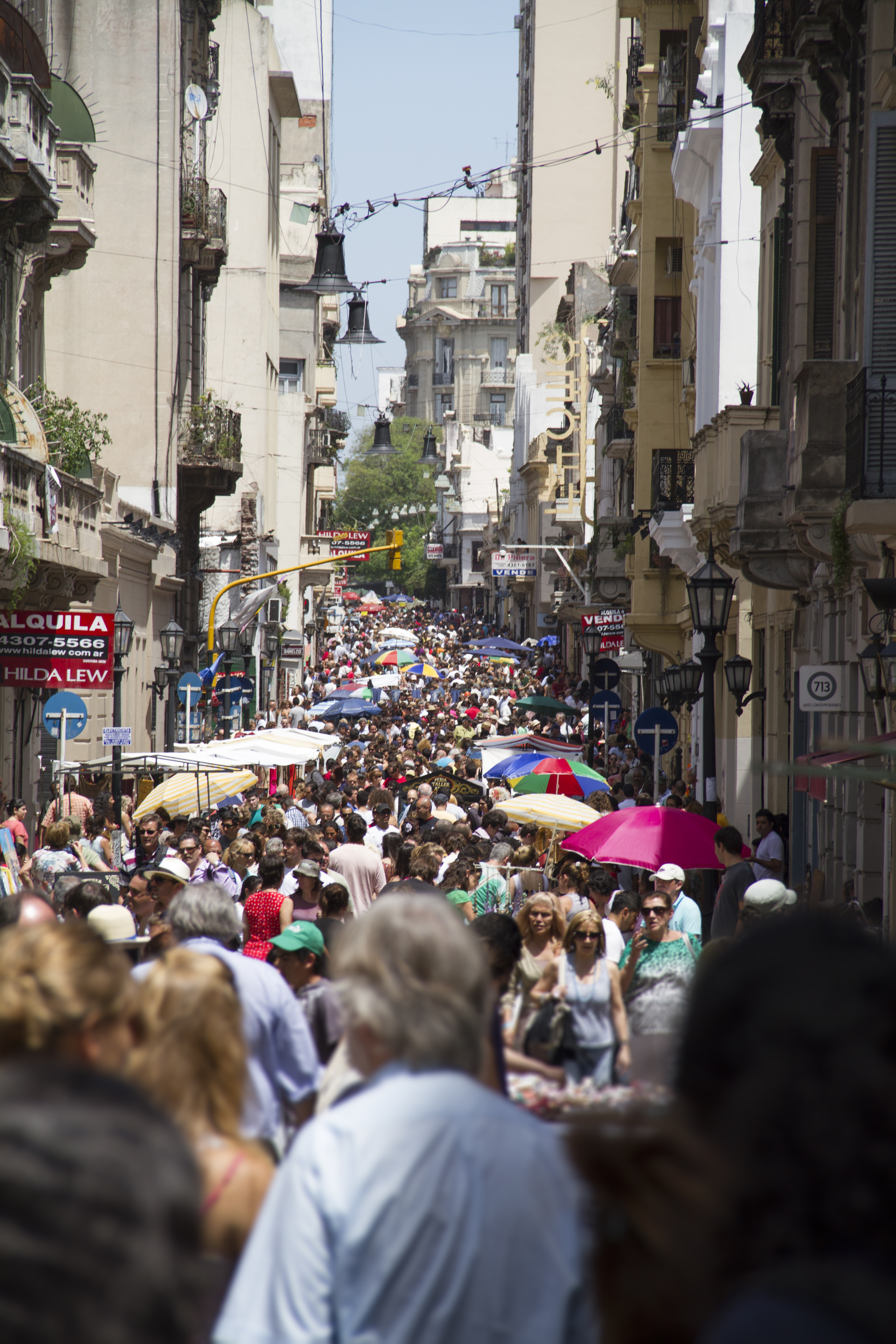
Il mercatino domenicale nel quartiere storico di San Telmo.

A metà l'Avenida de Mayo incrocia l'Avenida 9 de Julio, una delle strade più larghe del mondo. All'incrocio della 9 de Julio con l'Avenida Corrientes sorge l'Obelisco di Buenos Aires, costruito nel 1936 in sole quattro settimane per commemorare il quarto centenario della fondazione della città.
La Avenida Corrientes, una delle arterie della vita notturna della capitale argentina, nonché sede di teatri e librerie, è detta la strada che non dorme mai. La calle Florida è il cuore commerciale della capitale argentina e attraversa tutta la zona del Microcentro, il distretto finanziario di Buenos Aires, caratterizzato dalla presenza di grattacieli e imponenti edifici bancari.
Nella zona di Retiro, situata a nord del centro e gravitante attorno alla Plaza San Martín, sorgono alcuni dei più maestosi e lussuosi edifici residenziali della capitale argentina. Ad ovest di Retiro si estende l'elegante quartiere di Recoleta, il salotto buono della capitale argentina, noto per la presenza di alcune importanti istituzioni culturali come la Biblioteca Nazionale e per il cimitero dove sono sepolti i più noti protagonisti della storia nazionale. L'elegante zona di Palermo, il quartiere più grande di Buenos Aires, è caratterizzata per i suoi parchi, i grandi viali, il Planetario Galileo Galilei, nonché per i suoi locali, i negozi lussuosi e la sua vivace vita notturna che ne fanno la zona più trendy della capitale argentina

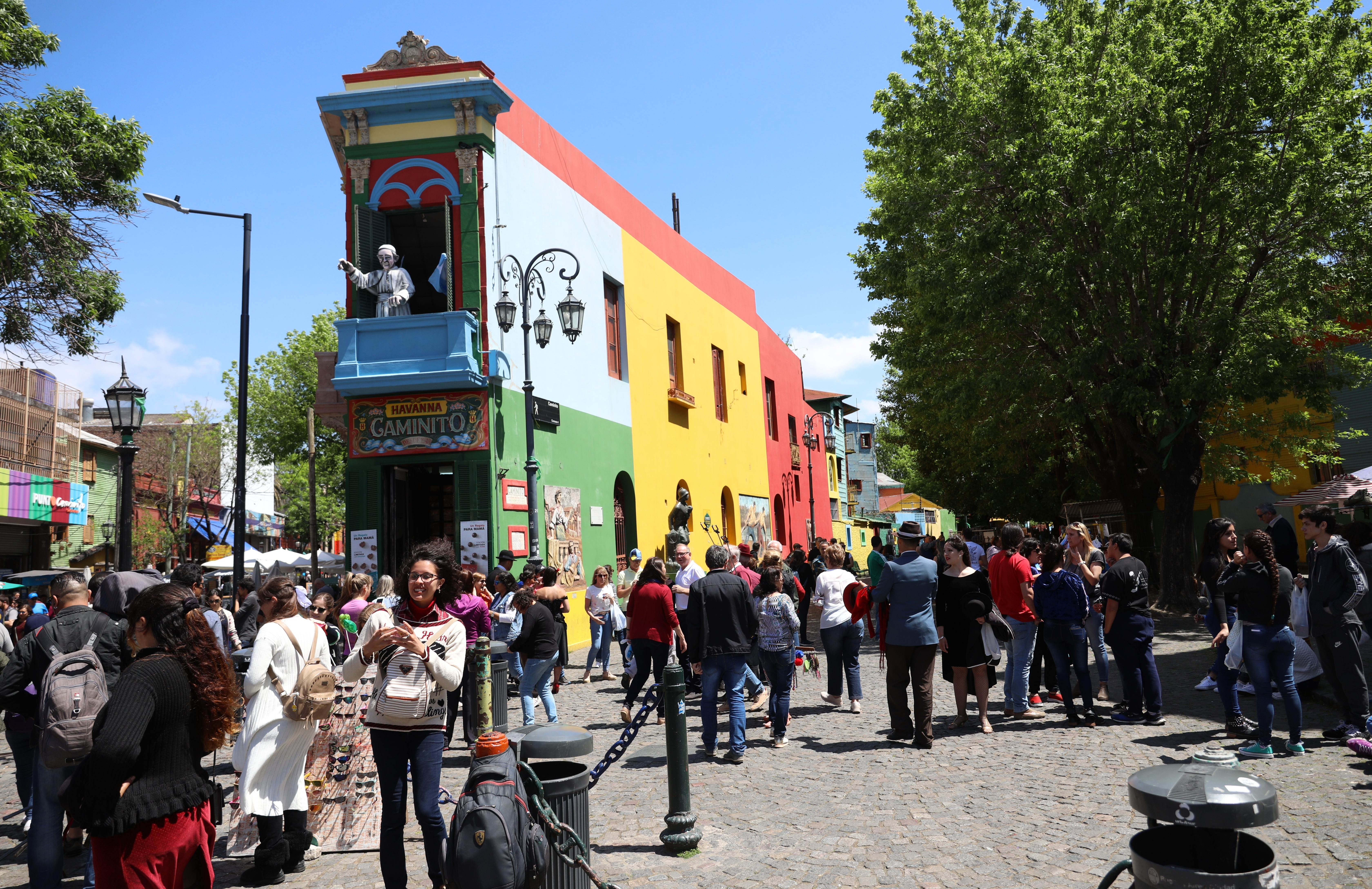
Caminito, la celebre strada de La Boca.

A sud del centro si sviluppa il quartiere di San Telmo, caratterizzato per la sua atmosfera coloniale, le piazze alberate, le chiese barocche ed i negozi d'antiquariato ed artigianato. Un tempo parte integrante del porto cittadino, oggigiorno Puerto Madero è un moderno e lussuoso quartiere residenziale caratterizzato dalla presenza di vecchi magazzini ora adibiti a spazi commerciali e altissimi grattacieli. Su una delle darsene si staglia il Puente de la Mujer, opera dell'architetto spagnolo Santiago Calatrava.
Il grattacielo più alto è l'Alvear Tower che con 54 piani raggiunte 239 metri.
A sud di San Telmo si estende il popolare barrio de La Boca, sorto attorno alle rive del Riachuelo. Un tempo scalo portuale e centro della comunità genovese che si era insediata qui nella prima metà del XIX secolo, il quartiere ha in seguito attraversato decenni di degrado legato al declino delle attività industriali e portuali. Oggi giorno, grazie alla valorizzazione di angoli caratteristici come Caminito, con le sue casette colorate e gli artisti,, unito al richiamo dello stadio La Bombonera del Boca Juniors hanno fatto de La Boca una delle attrazioni turistiche più in voga della città.
La città è ricca di grattacieli costruiti nei vari stili che hanno caratterizzato il XX secolo. Tra i più celebri figurano l'Edificio Kavanagh, l'Edificio SAFICO, l'Edificio Mihanovich, l'Edificio Comega, l'Edificio La Equitativa del Plata, la Railway Building e il Palazzo Barolo.

## Società
Buenos Aires, con la crescita demografica degli ultimi decenni, si è estesa tanto da unirsi ad altri 54 municipi vicini (appartenenti dal punto di vista amministrativo alla Provincia di Buenos Aires), creando una conurbazione in cui vivono 12 843 000 abitanti. Per fare riferimento a questa conurbazione colloquialmente viene definita Grande Buenos Aires.
Gli abitanti della città di Buenos Aires vengono chiamati porteños, mentre gli abitanti della provincia di Buenos Aires vengono chiamati bonaerenses.
Nella Capitale Federale (la città di Buenos Aires) spesso si parla un argot, il lunfardo, gergo caratteristico che incorpora allo spagnolo dei termini di origini diverse arrivati con l'immigrazione.

### Origini della popolazione

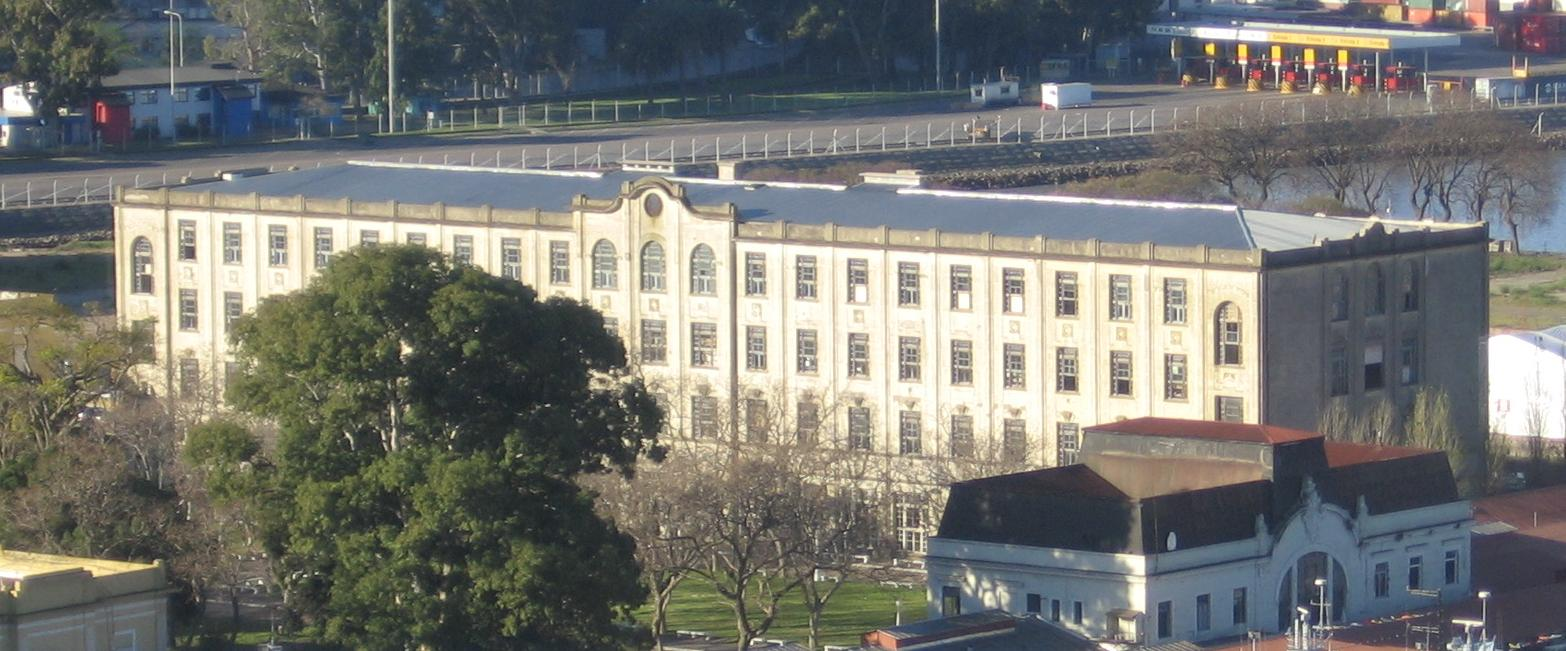
L'Hotel de Inmigrantes, aperto nel 1911 e porta d'ingresso per i milioni d'immigrati che sbarcavano a Buenos Aires.

Gli abitanti di Buenos Aires hanno prevalentemente un'origine europea, in virtù delle ondate di immigrati che hanno investito la città tra la fine del XIX e l'inizio del XX secolo. Tra le comunità maggiormente rappresentate vi sono quelle provenienti dalle regioni italiane di Puglia, Campania, Calabria, Liguria, Sicilia, Piemonte, Lombardia e Friuli e quelle spagnole di Galizia, Asturie, Paesi Baschi e Andalusia. Altre comunità che s'insediarono nella capitale argentina furono quella tedesca, inglese, irlandese, olandese, albanese, bulgara, montenegrina, greca, ungherese, russa, ceca, croata, polacca, norvegese e francese. Dagli anni venti del XX secolo si è assistito all'arrivo di numerosi migranti dai paesi del Medioriente e dal Caucaso come Siriani, Libanesi, Armeni e Georgiani.
La comunità ebraica, forte di oltre 250 000 persone, la più numerosa dell'America Latina, giunse anch'essa a Buenos Aires alla fine del XIX secolo. È formata principalmente da ebrei askenaziti d'origine polacca, russa, tedesca, svedese, ma sono presenti anche comunità sefardite costituite da ebrei siriani e ebrei libanesi.
Significativa, sebbene più recente, è la presenza anche di comunità di immigrati e di loro discendenti provenienti dai paesi dell'estremo Oriente. Da segnalare in modo particolare la comunità cinese, la quarta comunità più numerosa del paese, originaria per lo più di Taiwan e della provincia continentale del Fujian. Questa collettività è diventata uno dei cardini dell'economia cittadina dal momento che molti dei supermercati sparsi sul territorio urbano sono gestiti da Cinesi. La comunità giapponese è invece originaria per la maggior parte della prefettura di Okinawa, mentre quella coreana è insediata per la maggior parte nei barrios di Flores e Once.
Dalla seconda metà del XX secolo si è assistito a una immigrazione prettamente latinoamericana, con l'arrivo in città di boliviani, peruviani e paraguaiani. Secondo il censimento del 2010 il 2,1% della popolazione è costituito da nativi americani o discendenti di prima generazione di tale etnia. Le etnie maggiormente rappresentate erano quella guaraní, quella quechua, quella aymara e quella mapuche.

### Religione
Buenos Aires è sede dell'omonima arcidiocesi cattolica al cui vertice siede l'arcivescovo Mario Aurelio Poli. Il suo predecessore, Jorge Mario Bergoglio è stato proclamato papa nel 2013 con il nome di Francesco. Sono presenti in città anche altre confessioni, come quella russo ortodossa, quella protestante, quella musulmana, quella mormona, quella buddista e i Testimoni di Geova. A Buenos Aires si trova la più grande moschea del Sudamerica. Il 18% della popolazione si è dichiarato ateo.

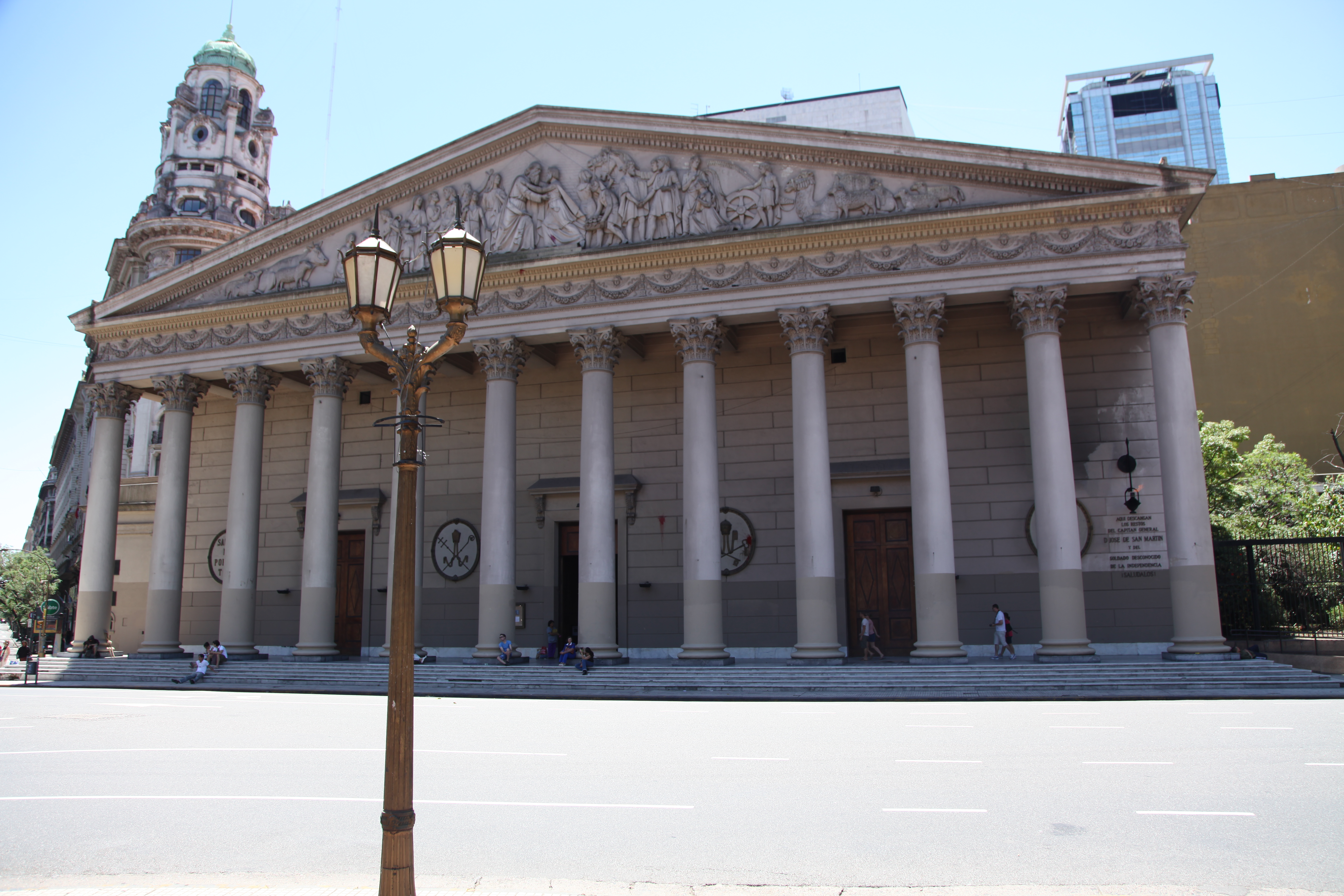
La Cattedrale Metropolitana, principale chiesa cattolica della città
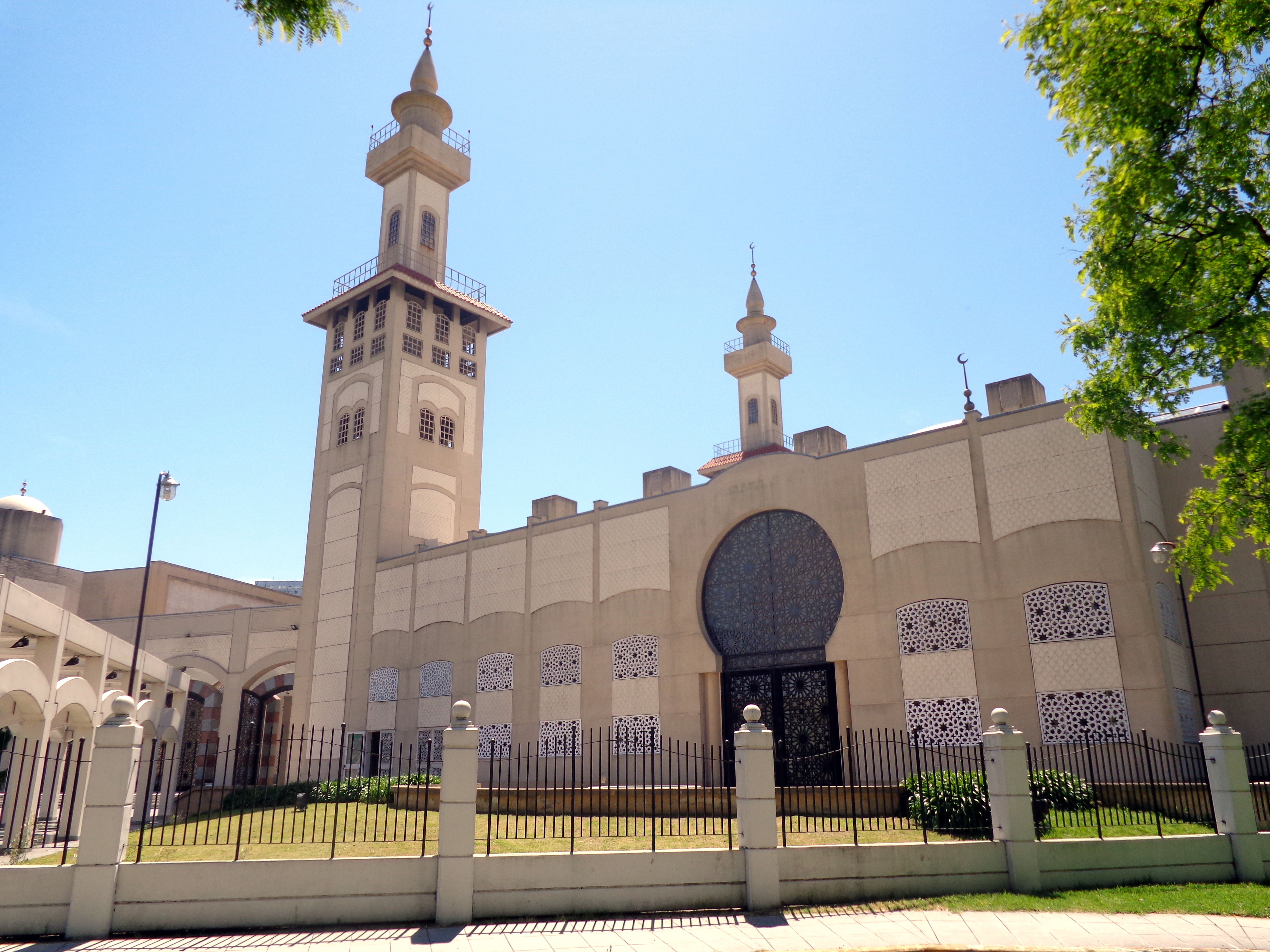
Il Centro culturale islamico Re Fahd, la più grande moschea dell'America Latina
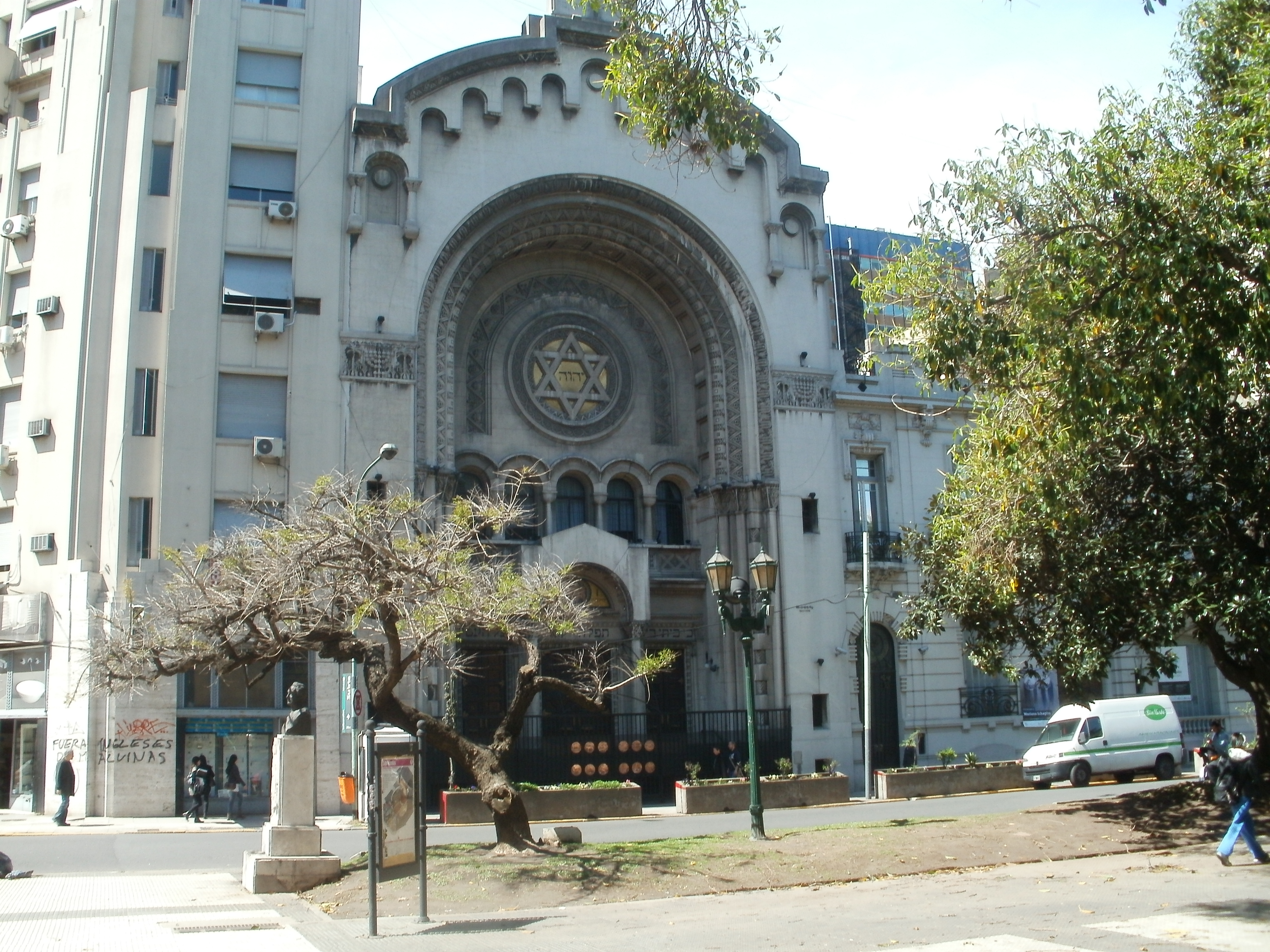
La Sinagoga Centrale
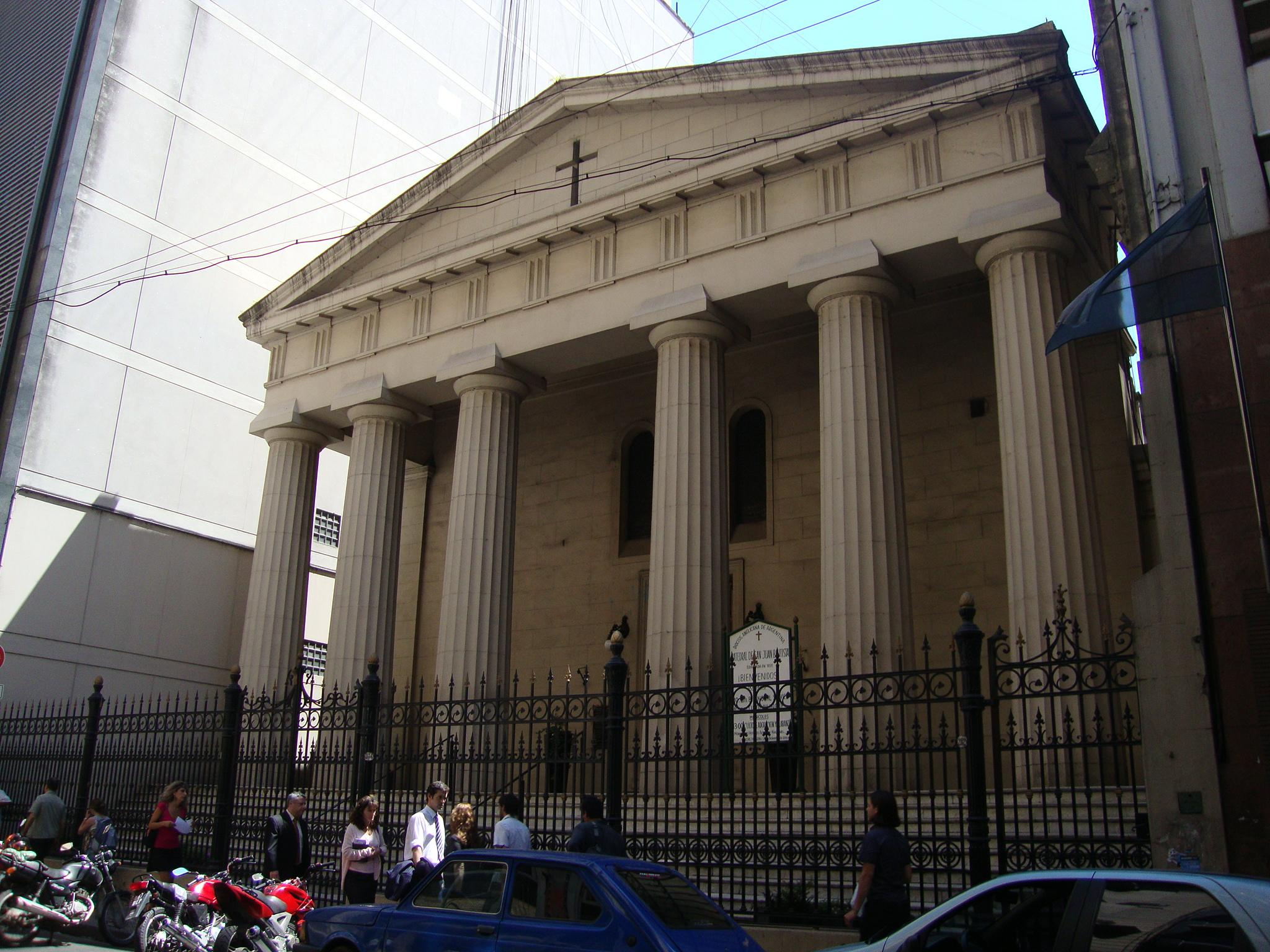
Cattedrale anglicana di San Giovanni Battista
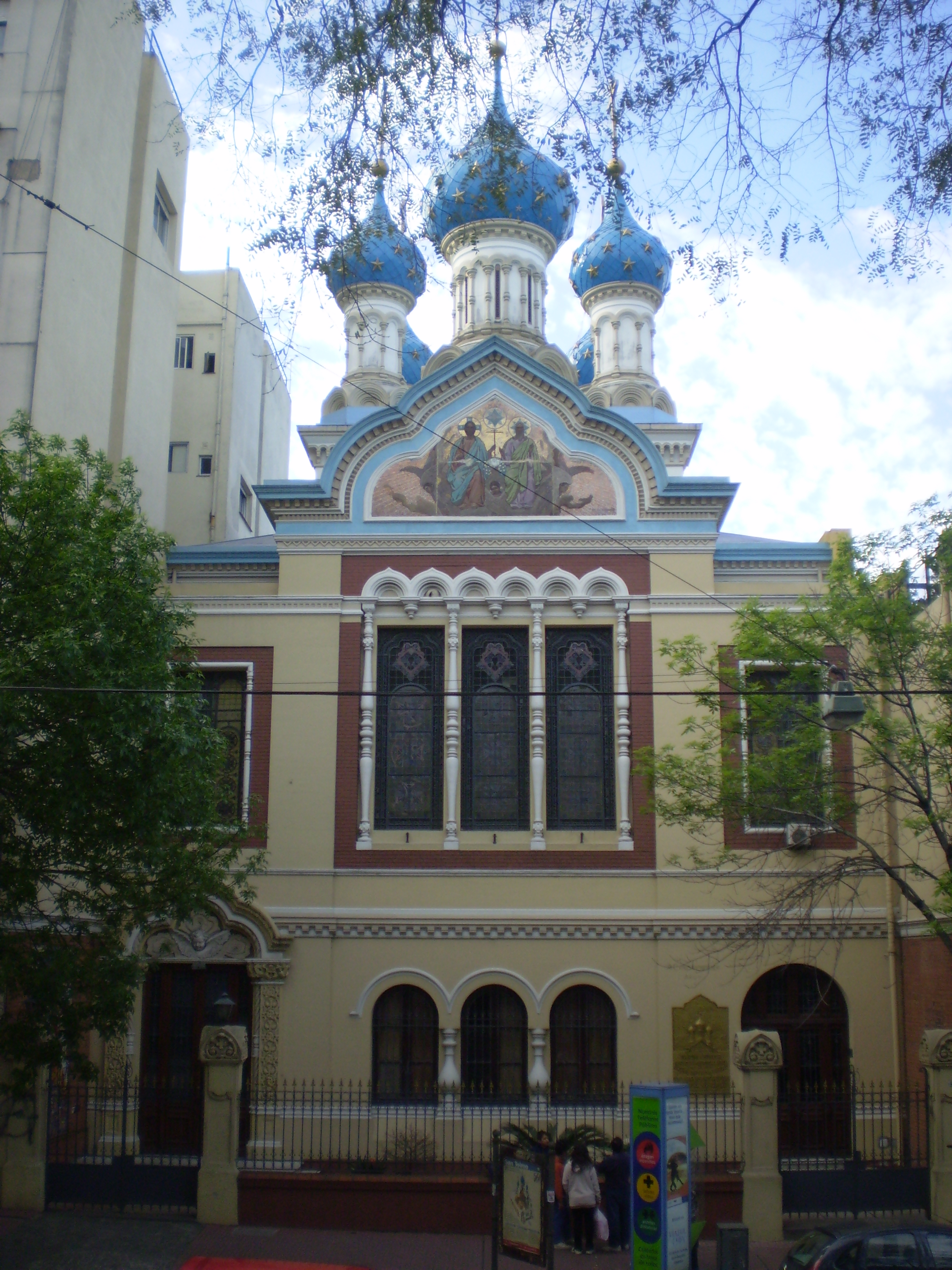
La cattedrale ortodossa situata nel barrio di San Telmo
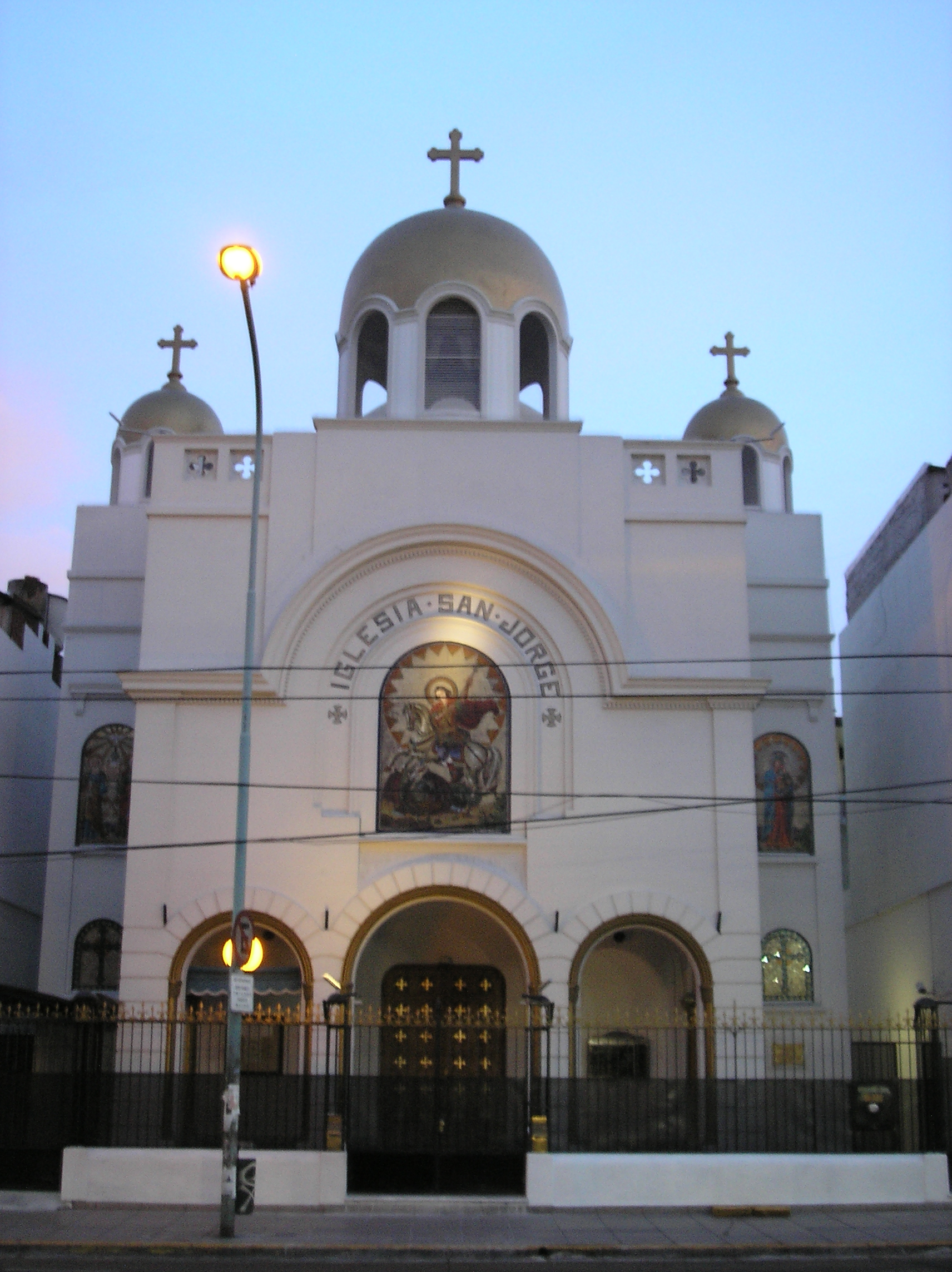
La cattedrale di San Giorgio della chiesa greco-ortodossa di Antiochia

## Buenos Aires e la politica
Nel corso del XX secolo Buenos Aires ha visto alternarsi al governo dell'Argentina capi di Stato che erano espressione a volte di regolari elezioni, a volte di colpi di stato.
Durante la dittatura militare, negli anni dal 1976 al 1983, Buenos Aires ha conosciuto il fenomeno dei desaparecidos, in cui molti giovani venivano torturati e fatti sparire per l'accusa, molto spesso infondata, di simpatizzare per la sinistra, considerata ispiratrice del terrorismo.
Parallelamente Buenos Aires è stata teatro di movimenti di piazza, anche rilevanti, pro o contro il governo del tempo. Ricordiamo le smisurate folle osannanti, che acclamavano il presidente Juan Domingo Perón e la moglie Evita, ma anche le manifestazioni del gruppo delle Madri di Plaza de Mayo, costituito da donne che, nell'impossibilità di manifestare altrimenti la loro situazione, si riunivano nella piazza antistante la Casa Rosada, esponendo in silenzio le foto dei loro cari, dispersi a causa della repressione militare.
In anni più recenti si sono moltiplicate le manifestazioni dei piqueteros, che protestano per ottenere aiuti alle persone in difficoltà a causa della disoccupazione e della crisi economica, effettuando blocchi stradali e altre forme di protesta pubblica.
Particolare rilevanza ha avuto la manifestazione definita cacerolazo (19-21 dicembre 2001), in cui scese in piazza la classe media, colpita dal blocco dei risparmi bancari, facendo risuonare le pentole di casa. Il cacerolazo ha provocato la caduta del governo di Fernando de la Rúa.

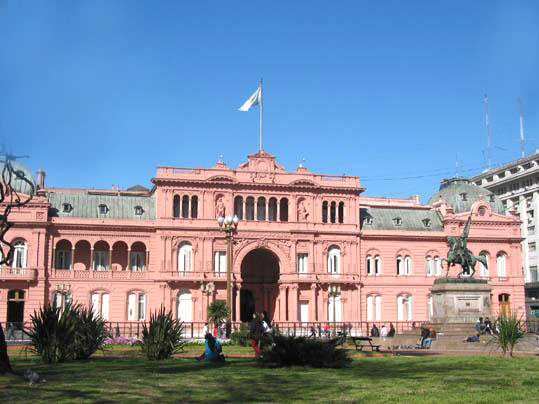
La Casa Rosada, residenza del Presidente della Repubblica Argentina.
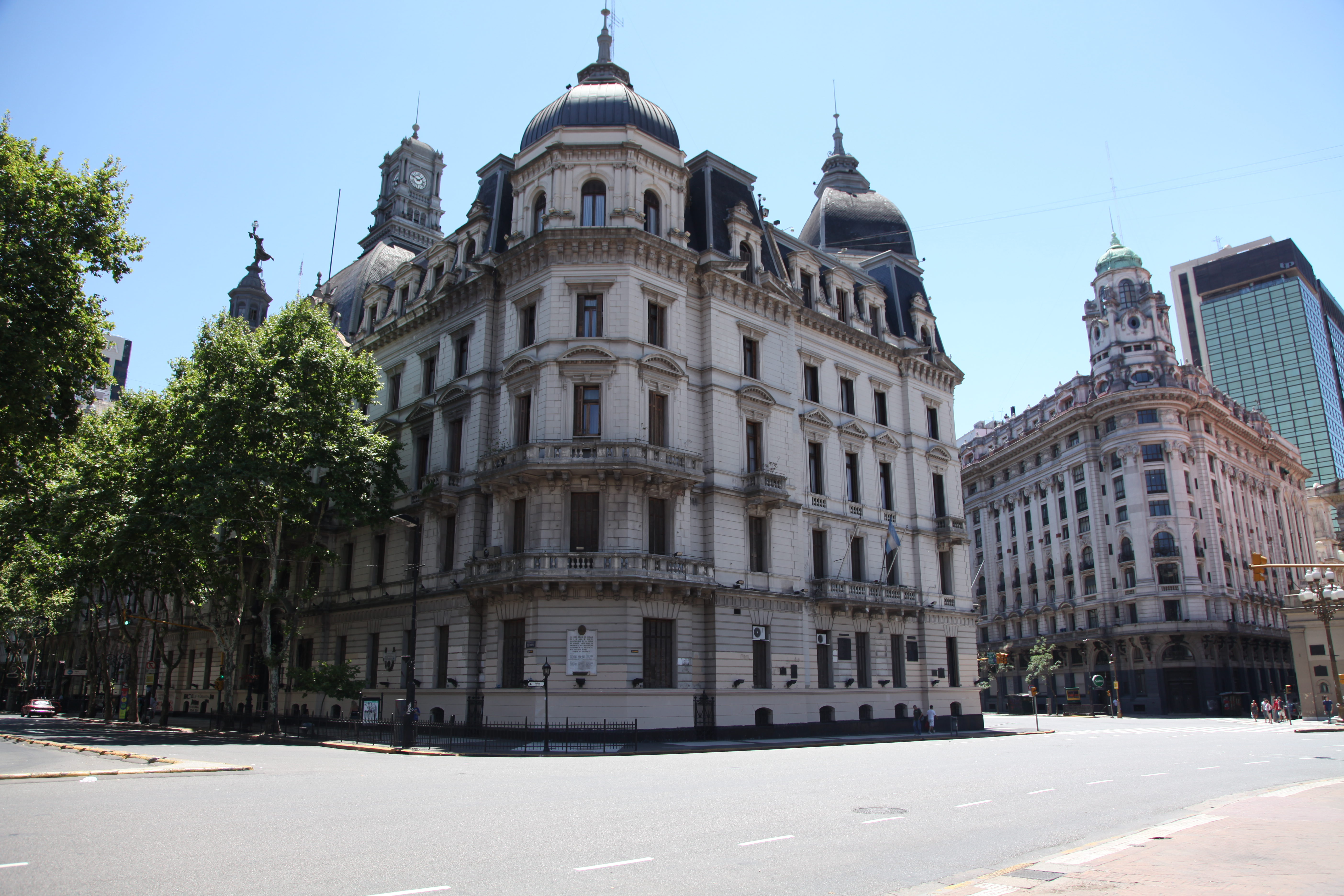
Il Palazzo Municipale, situato all'Angolo tra Avenida de Mayo e Plaza de Mayo.
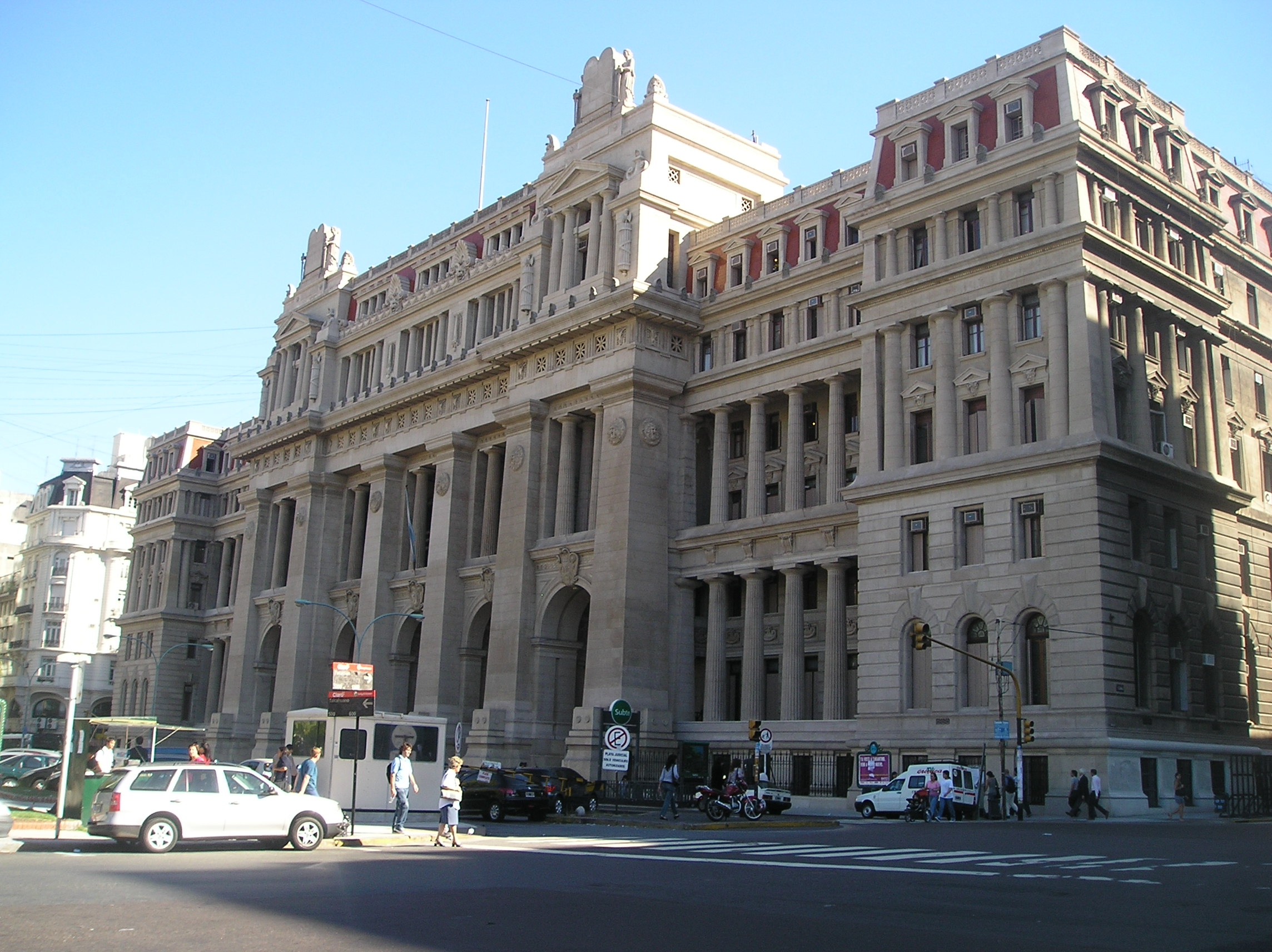
Il Palazzo di Giustizia, sede della Corte Suprema Argentina.

## Cultura

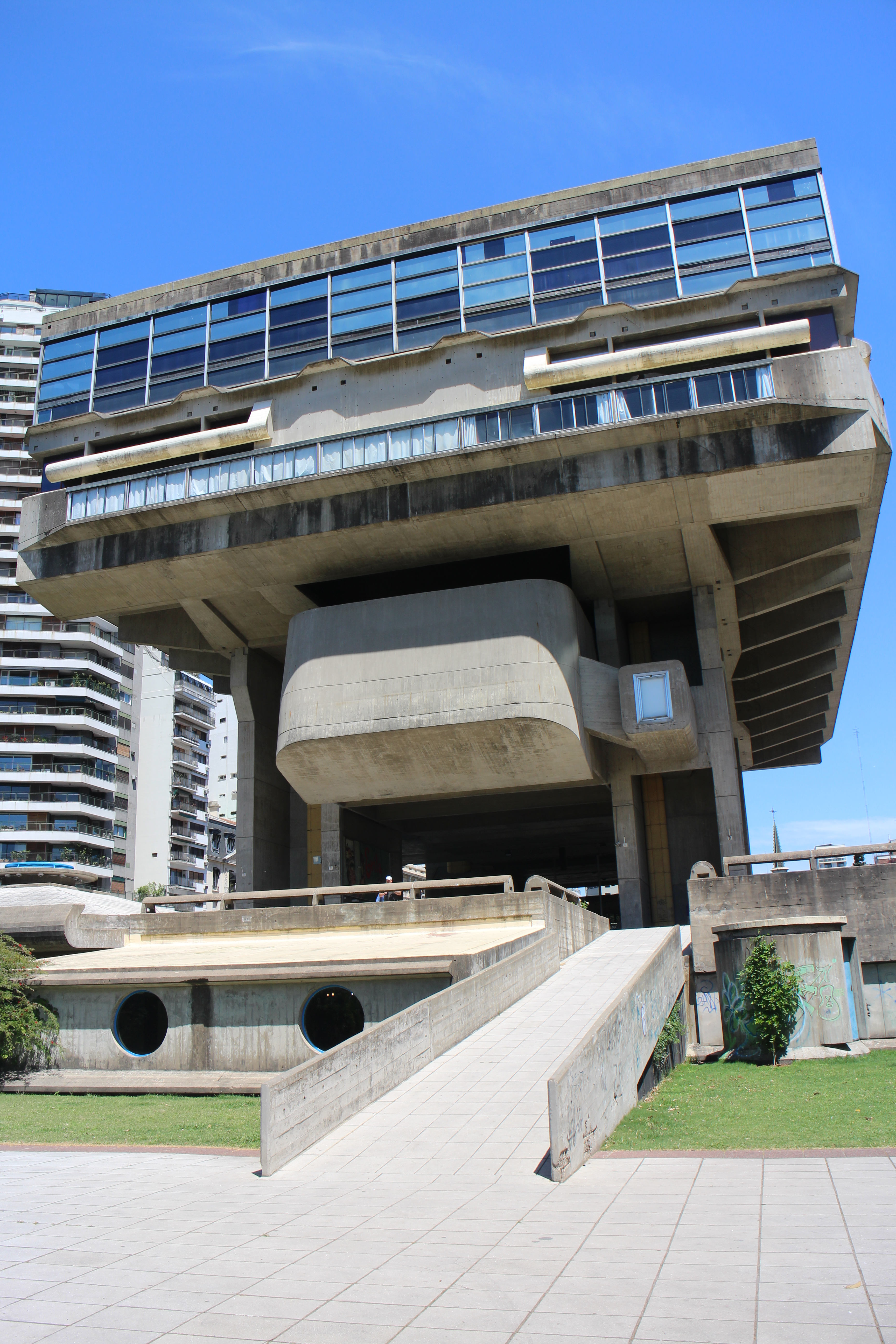
La sede della Biblioteca Nazionale, inaugurata nel 1992.

### Istruzione

#### Biblioteche
La principale biblioteca della città è la Biblioteca Nazionale, fondata nel 1810 ed ospitata attualmente in edificio brutalista nel quartiere di Recoleta. Dal 1956 al 1973 ricoprì l'incarico di direttore Jorge Luis Borges.

#### Musei
La città conta più di 140 musei, fra i quali si segnala il Museo Nazionale delle Belle Arti, che raccoglie più di 12 000 opere fra dipinti, sculture e arazzi. Espone opere di Francisco Goya, Auguste Renoir, Édouard Manet, Vincent van Gogh, Claude Monet (fra cui Il ponte di Argenteuil), Pablo Picasso.
Altri musei espongono soprattutto oggetti relativi all'America Latina, come il Museo Storico Nazionale, il Museo d'Arte Latinoamericana di Buenos Aires (MALBA), il Museo d'Arte Ispanoamericana Isaac Fernández Blanco, il Museo Nazionale delle Arti Decorative, il Museo Mitre e il Museo d'Arte Moderna di Buenos Aires.

#### Università

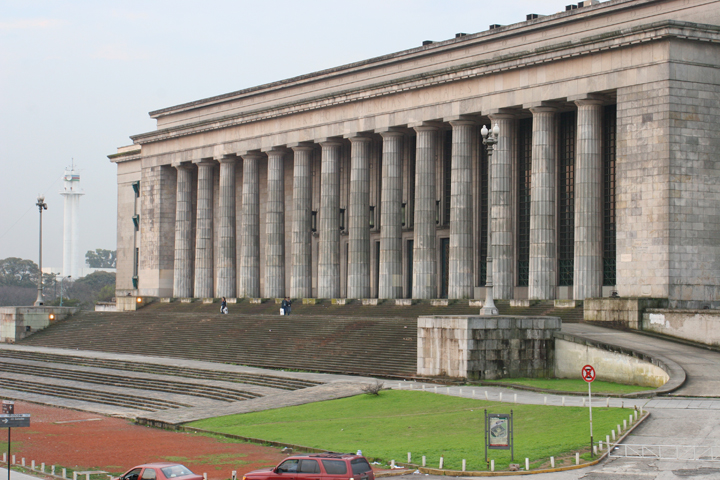
La Facoltà di Giurisprudenza dell'Università di Buenos Aires.

L'Università di Buenos Aires, una delle migliori istituzioni educative del Sudamerica, vanta cinque premi Nobel e concede borse di studio statali per studenti di tutti i paesi.
Fra le università private della capitale argentina figurano la Universidad Argentina de la Empresa, l'Instituto Tecnológico de Buenos Aires, la Universidad del CEMA di macroeconomia, la pontificia università cattolica argentina, la Universidad de Belgrano, la Universidad del Salvador (gestita dai gesuiti), la Universidad Austral, l'Università Nazionale di General San Martín e la Universidad Torcuato di Tella.
La Universidad Nacional de las Artes provvede all'educazione nelle arti visive, musicali, audiovisive e dello spettacolo.
Buenos Aires è un centro importante per la psicoanalisi, in particolare di scuola lacaniana.

### Media
Buenos Aires, in quanto capitale dell'Argentina, ospita alcuni dei più importanti mass media del paese sudamericano. Vi hanno sede cinque delle più importanti reti televisive nazionali: América TV, Televisión Pública Argentina, El Trece, El Nueve, Telefe.
Nella capitale argentina si trovano le redazioni di alcuni dei quotidiani e dei periodici più conosciuti e letti del paese quali: Clarín, La Nación, La Prensa, La Razón, Página/12, La Vanguardia, Crónica, Ámbito Financiero ed Olé.

### Teatri

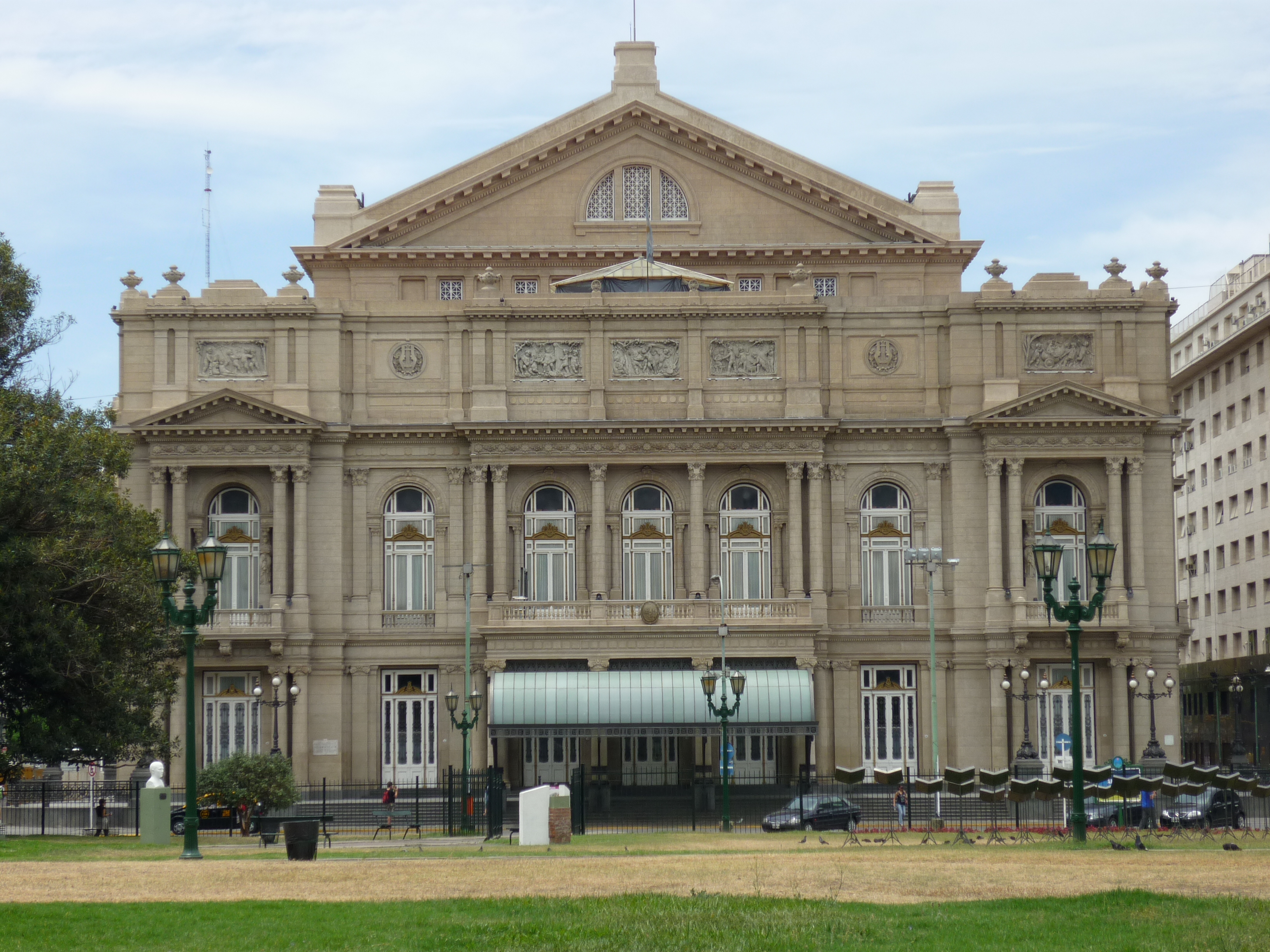
La facciata del Teatro Colón.

Buenos Aires ha la vita teatrale più brillante dell'America Latina: ogni fine settimana vengono messe in scena circa 300 rappresentazioni.
Il teatro dell'opera di Buenos Aires è il teatro Colón, acusticamente considerato uno dei primi cinque teatri al mondo per la rappresentazione di opere liriche:
Fra i teatri di prosa si segnala il Teatro Nacional Cervantes, che ospita la Comedia Nacional Argentina, ed il Teatro Coliseo, di proprietà dello stato italiano. Molti teatri si affacciano sull'Avenida Corrientes, come il Teatro Gran Rex, il Teatro Maipo, il Teatro General San Martín.
Le maggiori orchestre sinfoniche della città sono l'orchestra sinfonica nazionale argentina e l'orchestra filarmonica di Buenos Aires.

### Il tango

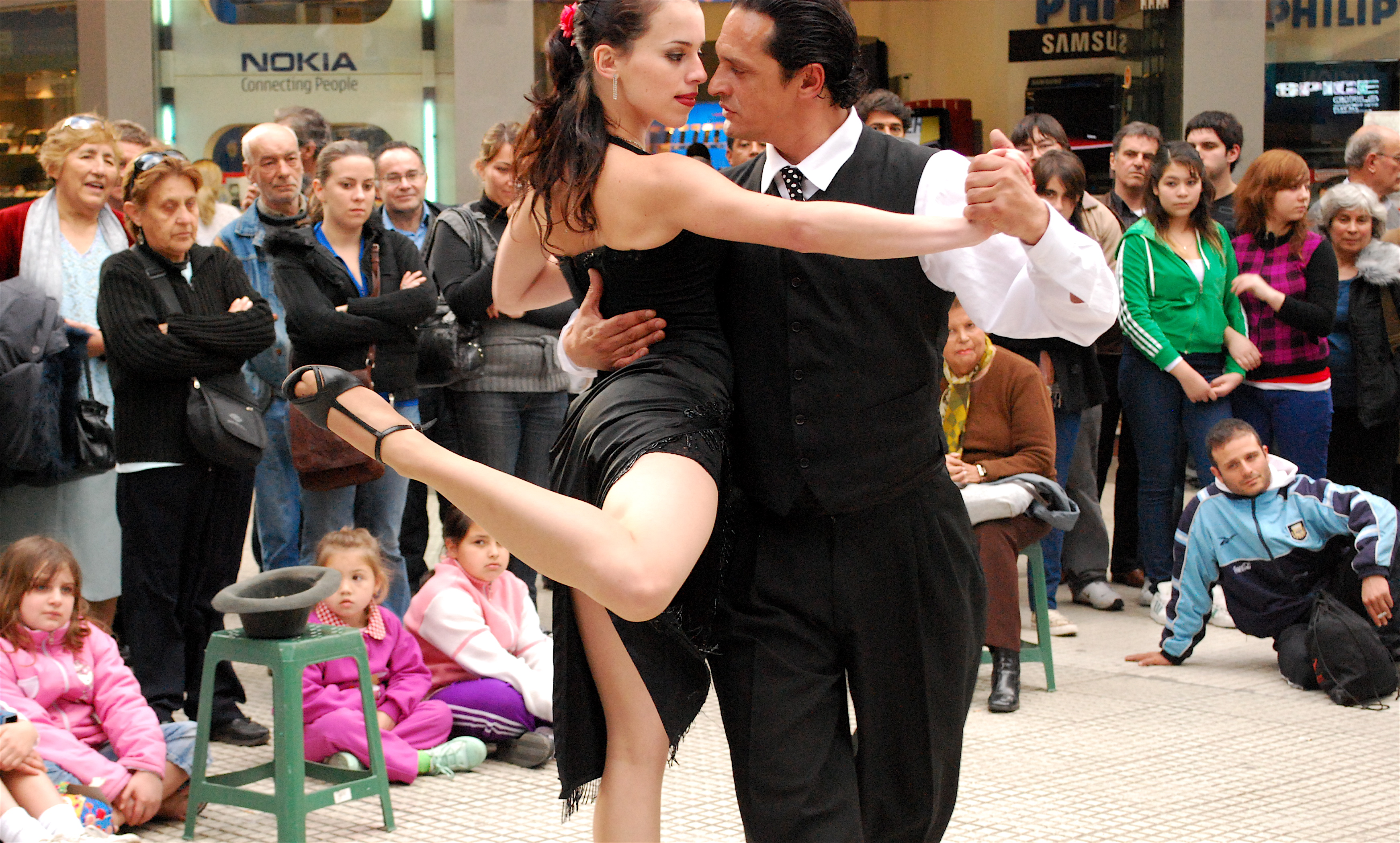
Tango in una strada di Buenos Aires

La musica simbolo di Buenos Aires e della cultura argentina in tutto il mondo è il tango. Questo ritmo nasce su entrambe le sponde del Río de la Plata come ibrido di altre specie popolari come il candombe, la milonga, il tango andaluz o la habanera ed è circoscritto ai gruppi marginali della città. Divenuto tipico dei bordelli, viene inizialmente rifiutato dalle classi medie e alte e solo nel 1910, periodo di successo internazionale, il tango verrà accettato per potere poi divenire una moda nei grandi saloni delle capitali europee.
Un importante contributo al tango è stato dato dagli immigrati italiani, che abitavano nella città sul finire dell'Ottocento e gli inizi del Novecento. Fra i figli di italiani si annoverano grandi nomi del tango come Aníbal Troilo, Juan Maglio ''Pacho'', Juan D'Arienzo, Francisco Canaro, Carlos Di Sarli, Osvaldo Pugliese, Edgardo Donato, Pascual Contursi, Carlos César Lenzi, Juan Bautista Deambrogio. Lo stesso Astor Piazzolla, sebbene cresciuto a New York, aveva i nonni italiani.

### Lingua
Il dialetto spagnolo di Buenos Aires, così come quello di Rosario e di Montevideo, è detto rioplatense, si caratterizza per il voseo, lo yeísmo e la aspirazione della s in molte posizioni. Esso è fortemente influenzato dai dialetti spagnoli dell'Andalusia e di Murcia.
Il cocoliche è una lingua creola, o pidgin, nata dall'incontro dai vari dialetti parlati dalle migliaia di immigrati italiani (principalmente liguri, piemontesi, veneti, calabresi) con i creoli spagnoli fra il 1870 e il 1970. Negli ultimi decenni del Novecento esso si è evoluto nel gergo detto lunfardo, originato negli ambienti più poveri ed umili della capitale argentina ed influenzato dal portoghese, dall'inglese, dal francese, dalle lingue africane e da quelle nativo-americane. Come altre parlate originatesi in ambienti popolari, presenta alcune peculiarità, come la creazione di nuovi vocaboli mediante inversione sillabica. Il lunfardo è stato immortalato in numerosi testi delle canzoni popolari, in particolare di tango.
Analogamente il belgranodeutsch combina elementi delle lingue tedesca e spagnola. Nei quartieri di Balvanera e Villa Crespo, diventati alla fine del XIX secolo sede di un'importante comunità ebrea, si è a lungo parlato lo Yiddish, originario dell'Europa orientale.

### Fumetti
Buenos Aires è il centro creativo ed editoriale delle historietas argentine. In particolare, la città fa da sfondo all'invasione aliena descritta nella saga fantascientifica de L'Eternauta di Héctor Oesterheld e Francisco Solano López.
Nel secondo dopoguerra si erano trasferiti a Buenos Aires anche alcuni disegnatori italiani provenienti dall'esperienza della rivista Asso di Picche. In particolare fra il 1948 e il 1959 visse nella metropoli argentina Hugo Pratt, che proprio qui si affermò definitivamente disegnando Junglemen su testi di Alberto Ongaro, Sgt. Kirk, Ernie Pike e Ticonderoga su testi di Héctor Oesterheld.
Al popolare personaggio di Mafalda sono dedicati una statua seduta su una panchina e una targa davanti alla casa in cui Quino inventò il personaggio.

### Fileteado
Nato a Buenos Aires verso la fine del XIX secolo come semplice elemento decorativo dei carretti e dei primi camion, il Fileteado si sviluppa negli anni fino a diventare un vero e proprio stile pittorico, caratteristico della città.

### Cucina
La cucina porteña - La cucina argentina ha subito l'influsso della tradizione italiana, spagnola e creola. Poiché l'Argentina ha il primato mondiale per la bontà delle sue carni (gli animali vengono fatti pascolare dai gauchos nella pampa), i piatti tipici sono a base di carne. Ricordiamo l'asado, grigliata di carne mista che in passato veniva cotta all'aperto direttamente sul fuoco; le empanada, mezzelune di pasta brisé ripiene di carne di vitello, pollo, prosciutto e formaggio, ecc. Anche il pesce è molto buono e viene preparato in vari modi. Tra i dolci tipici, ricordiamo gli alfajor e il dulce de leche.
Bevande - I porteños amano bere il mate, una bevanda a base di foglie di ilex paraguariensis che vengono fatte filtrare attraverso una bombilla. È tradizione passarsi il mate e bere così dalla stessa bombilla.

## Geografia antropica

### Suddivisioni amministrative

#### Quartieri oBarrios

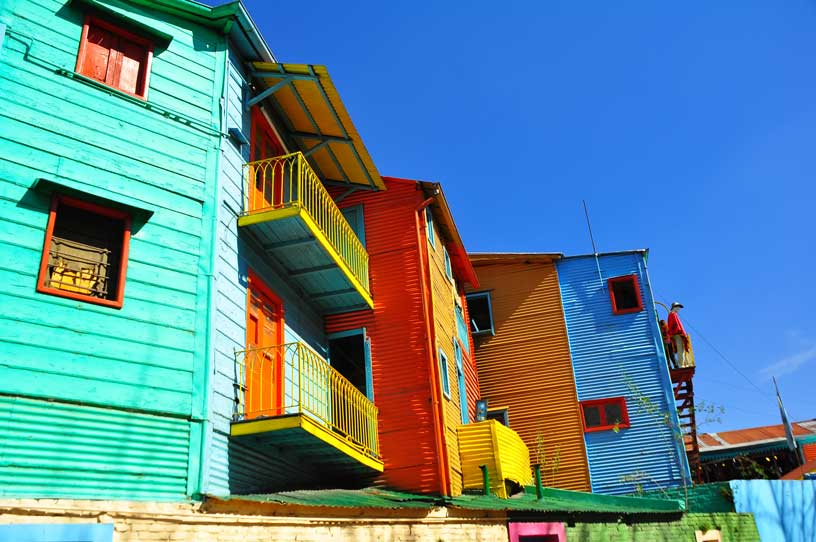
Le vecchie case colorate del quartiere de La Boca.

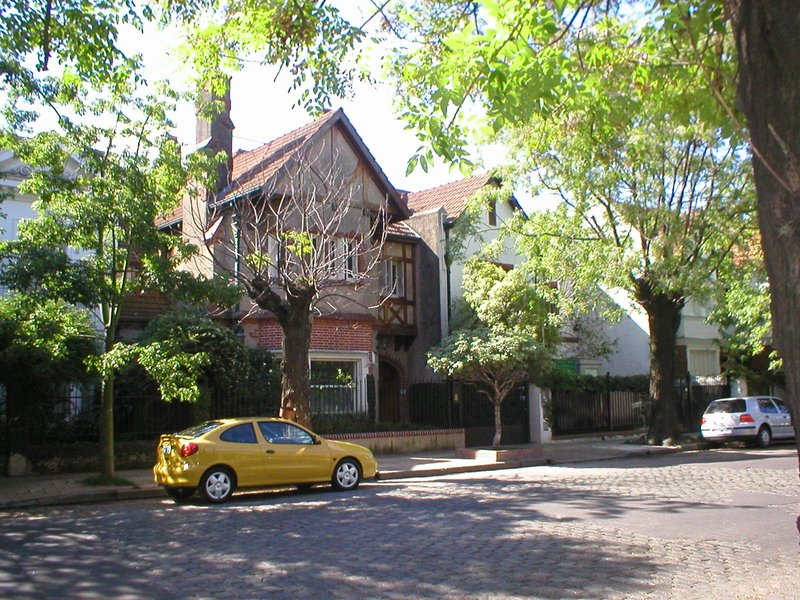
Case nel barrio di Belgrano.

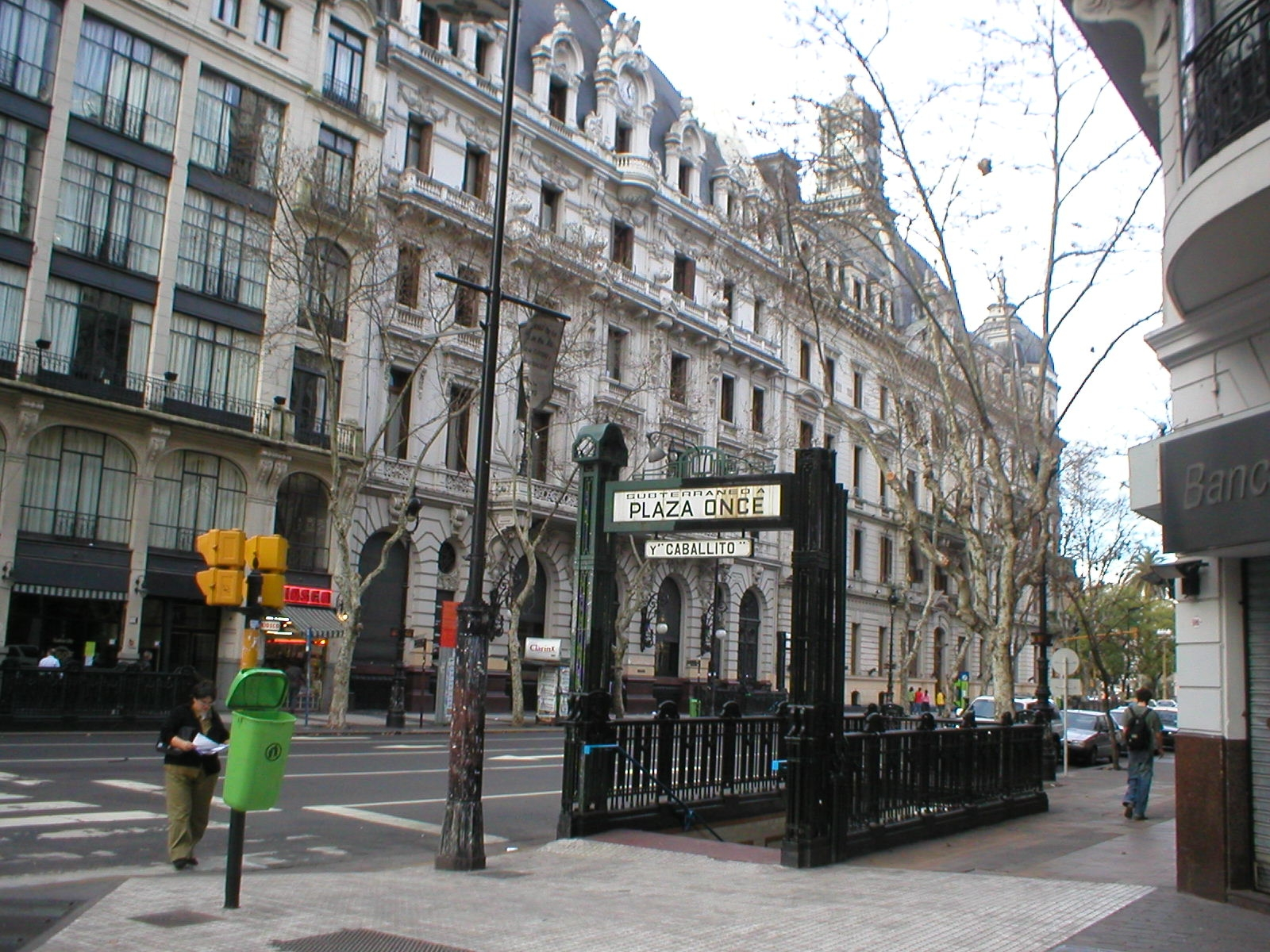
Avenida de Mayo, barrio di Monserrat.

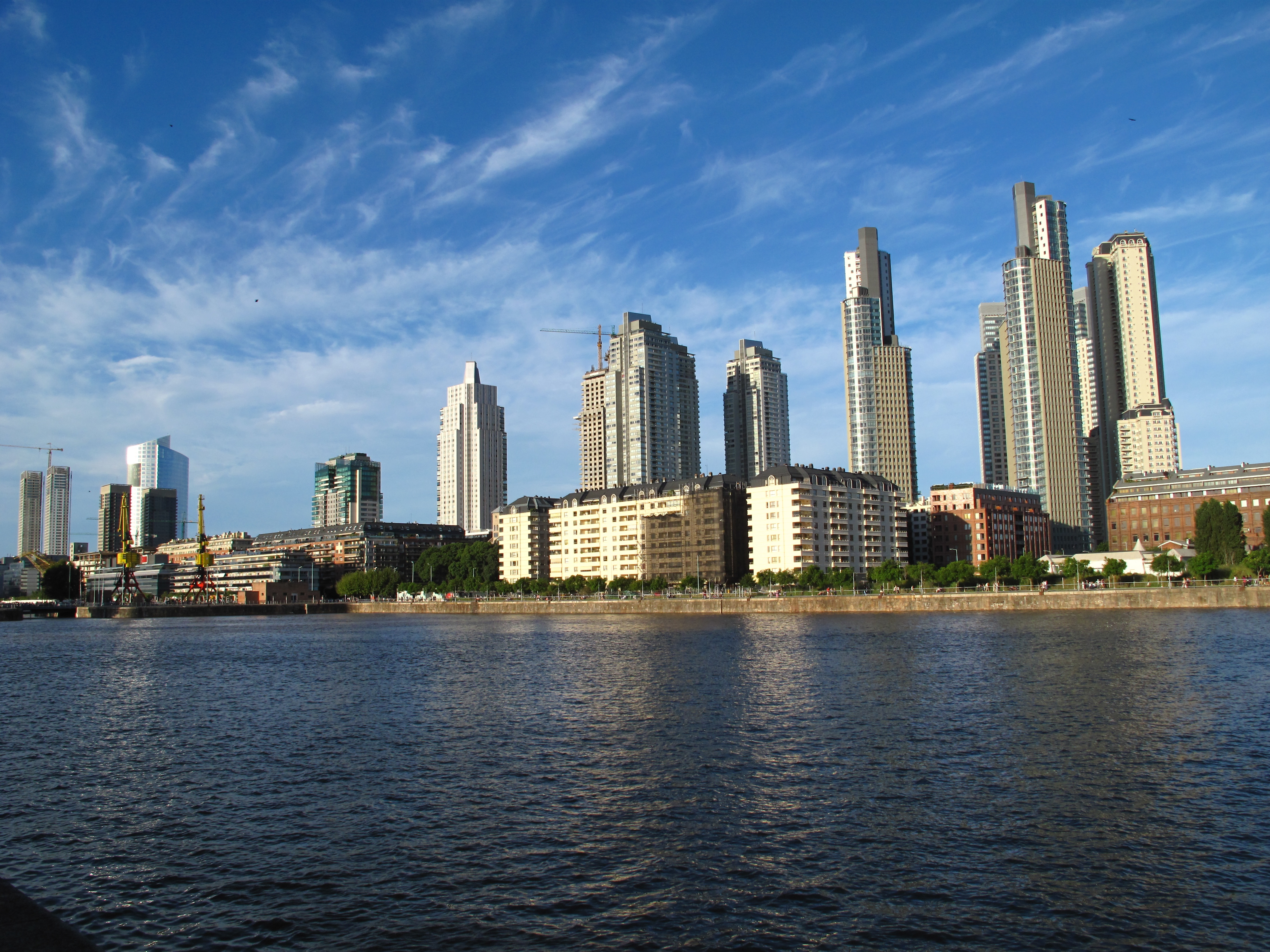
Barrio di Puerto Madero.

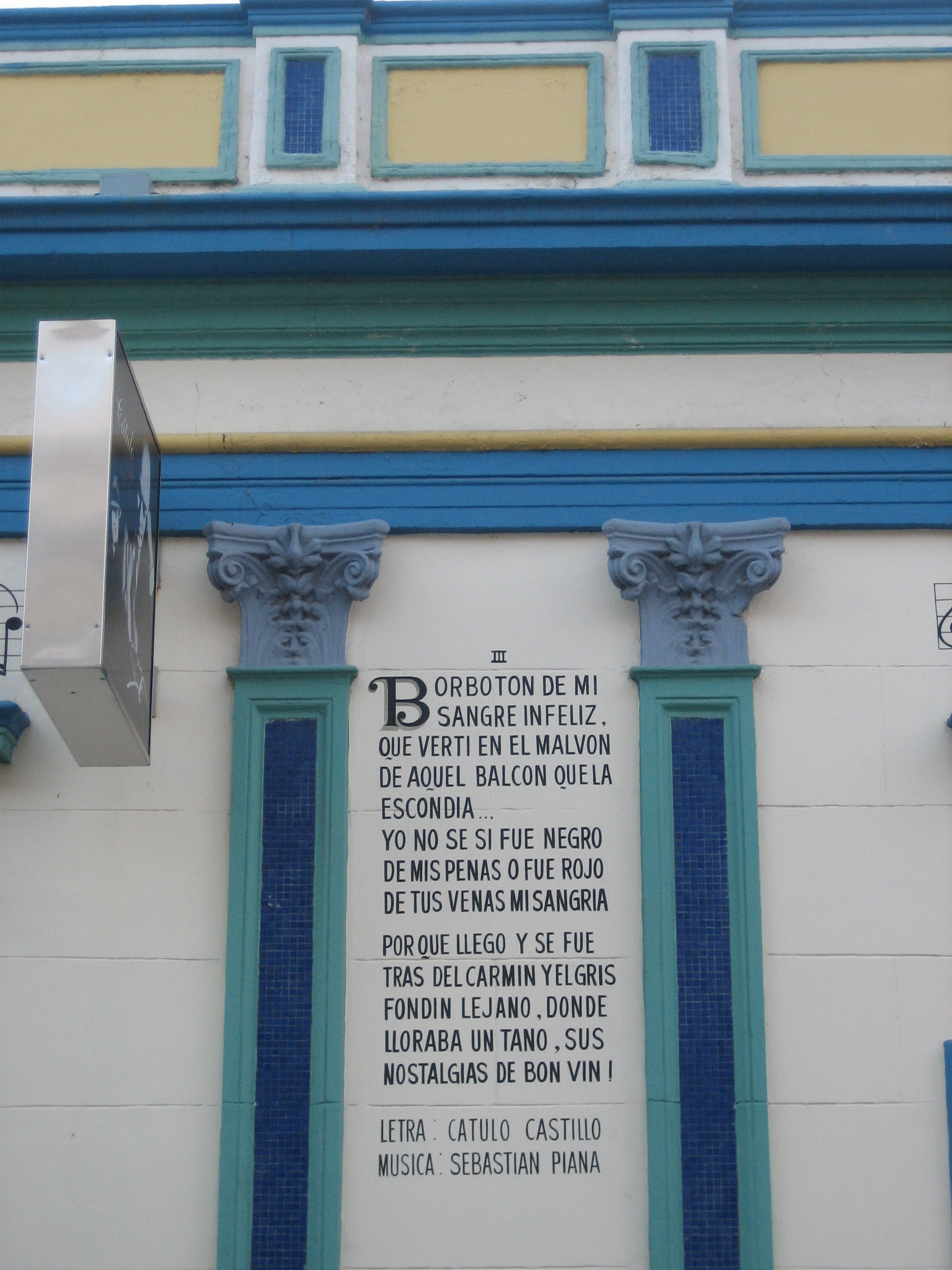
Casa nel quartiere di Abasto, a Zelaya 3100

Dal punto di vista amministrativo la città è divisa nei seguenti quartieri:
- Agronomía
- Almagro
- Balvanera
- Barracas
- Belgrano
- Boedo
- Caballito
- Chacarita
- Coghlan
- Colegiales
- Constitución
- Flores
- Floresta
- La Boca
- La Paternal
- Liniers
- Mataderos
- Monte Castro
- Monserrat
- Nueva Pompeya
- Núñez
- Palermo
- Parque Avellaneda
- Parque Chacabuco
- Parque Chas
- Parque Patricios
- Puerto Madero
- Recoleta
- Retiro
- Saavedra
- San Cristóbal
- San Nicolás
- San Telmo
- Vélez Sársfield
- Versalles
- Villa Crespo
- Villa del Parque
- Villa Devoto
- Villa Gral. Mitre
- Villa Lugano
- Villa Luro
- Villa Ortúzar
- Villa Pueyrredón
- Villa Real
- Villa Riachuelo
- Villa Santa Rita
- Villa Soldati
- Villa Urquiza

#### Barrios tradizionali
Ci sono anche dei quartieri non riconosciuti amministrativamente come quartieri ma definiti come tali dalla consuetudine degli abitanti di Buenos Aires.
- Abasto
- El Bajo
- Bajo Flores
- Barrio Caferatta
- Barrio Norte
- Barrio Parque
- Belgrano C
- Belgrano R
- Botánico
- La Calabria
- Las Cañitas
- Ciudad Deportiva de Boca Juniors
- Ciudad Oculta
- Ciudad Universitaria
- Congreso
- Microcentro
- Once
- Pacífico
- Palermo Viejo
- Palermo Soho
- Palermo Hollywood
- Parque Centenario
- El Pilar
- El Socorro
- Tres Esquinas
- Tribunales
- Villa Malcolm

## Infrastrutture e trasporti

### Aeroporti
Buenos Aires è servita dall'aeroporto internazionale Ministro Pistarini (EZE), situato a 35 km a sudovest della città nel sobborgo di Ezeiza, e dall'aeroparque Jorge Newbery (AEP), situato nel quartiere di Palermo, dove arrivano voli dal resto dell'Argentina e voli internazionali provenienti dall'Uruguay, dal Brasile, da Santiago del Cile e da Asunción.

### Ferrovie

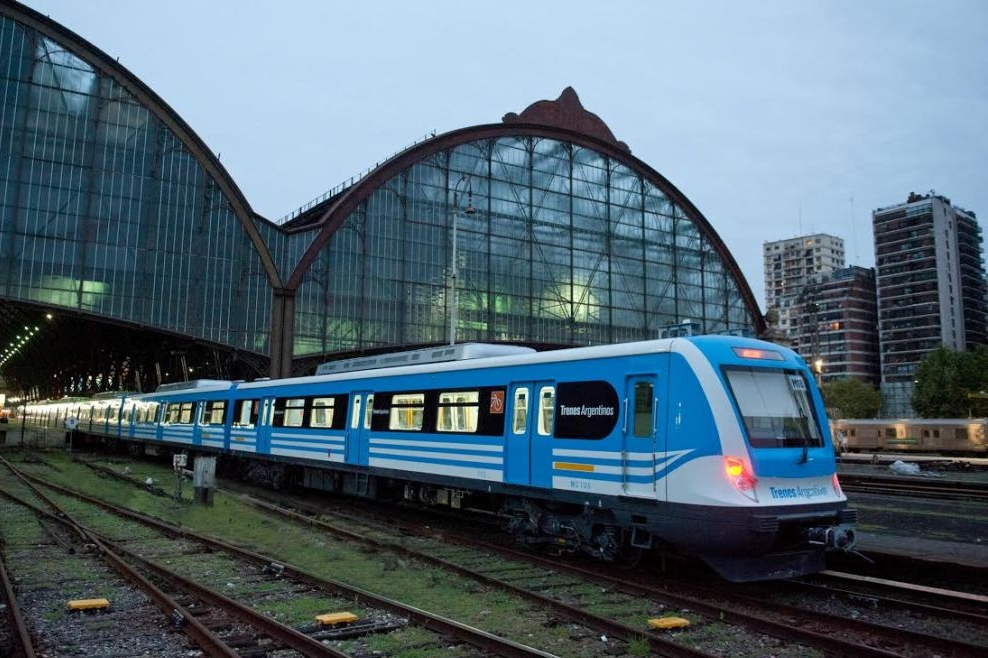
Treno in partenza dalla stazione di Retiro Mitre.

La città è il punto di confluenza delle reti ferroviarie argentine, un tempo capillarmente diffuse in tutto il paese, ma ora in rapido degrado dopo la privatizzazione e la divisione dell'azienda statale Ferrocarriles Argentinos avvenuta nel 1993. Ciò nonostante il sistema ferroviario cittadino trasporta ogni giorno oltre 1,3 milioni di pendolari. Dalla capitale possono essere raggiunte anche destinazioni a lungo raggio, come Rosario e Tucumán. Le linee che formano la rete ferroviaria cittadina e suburbana sono: la linea Belgrano Nord, la linea Belgrano Sud, la linea Roca, la linea San Martín, la linea Sarmiento, la linea Mitre e la linea Urquiza. La gestione del trasporto passeggeri su queste linee è effettuata dalla compagnia statale Ferrocarriles Argentinos, fatta eccezione per la Belgrano Norte e la Urquiza dove operano rispettivamente le compagnie private Metrovías e Ferrovías. La città dispone di sei grandi stazioni ferroviarie di testa adibite al traffico a breve e a lungo raggio: Constitución, Retiro Mitre, Retiro Belgrano, Retiro San Martín, Federico Lacroze e Once.

### Metropolitana

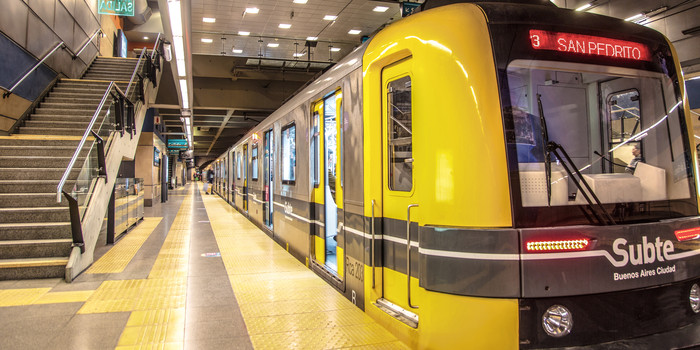
Treno della Metropolitana nella stazione di San José de Flores, Linea A.

La metropolitana di Buenos Aires è stata aperta nel 1913 ed è la più antica dell'Emisfero sud e dell'America Latina. Il sistema metropolitano cittadino è costituito da sei linee sotterranee e da una di superficie. È lungo 61,3 km e dispone di 103 stazioni (includendo il Premetro).
Le stazioni della linea più antica del sistema metropolitano, la linea A, conservano ancora le decorazioni della Belle Époque, mentre i caratteristici convogli noti come Las Brujas sono stati sostituiti nel 2013.

### Autobus
Buenos Aires è servita anche da una rete di 137 linee di autobus (Colectivos) in funzione 24 ore al giorno, 7 giorni su 7, gestita da compagnie private. È attiva in città dal 2011 anche una rete di quattro linee Bus Rapid Transit chiamata Metrobus. Questa nuova alternativa ha rappresentato un'importante novità grazie alla modernità dei mezzi e all'uso di corsie preferenziali sulle grandi arterie cittadine, garantendo così una maggior rapidità ed efficacia del trasporto pubblico locale su gomma.

### Porti
Il porto cittadino è il principale scalo marittimo del paese nonché uno dei principali di tutto il Sudamerica. È situato nel quartiere di Retiro ed è connesso al sistema stradale e ferroviario della capitale.
Buenos Aires è unita con i porti uruguaiani di Colonia del Sacramento e Montevideo grazie a un servizio di traghetti operato da alcune compagnie private.

## Amministrazione

### Gemellaggi
Buenos Aires è gemellata con le seguenti città:
- Genova, gemellaggio anche nel calcio tra Genoa e Boca Juniors, dato che dei genovesi che si sono trasferiti a Buenos Aires e hanno creato la celebre squadra del Boca Juniors
- Pechino, dal 1993[38]
- Bergamo
- Berlino, dal 1994[39][40]
- Bilbao, dal 1992
- Brasilia[41]
- Cadice
- Cagliari
- Erevan, dal 2000[42]
- Guadix[43]
- Il Cairo[43]
- Miami
- Mosca[43]
- Palermo, dal 2014
- Napoli, dal 2018
- Osaka
- Oviedo, dal 1983
- Praga
- Salamanca
- Santiago di Compostela
- San Paolo[44][45]
- Siviglia[46]
- Tel Aviv, dal 1976
- Caracas, dal 1982
- Varsavia[43]
- Vigo
- Barranquilla
- Zagabria, dal 1998[47]

## Sport

### Calcio
Il calcio è lo sport più popolare in Argentina e Buenos Aires ha la più alta concentrazione di club di ogni città del mondo con 24 squadre professionistiche. La stracittadina fra le due maggiori squadre, il River Plate e il Boca Juniors, è chiamato il Superclásico.
Il River Plate gioca nello stadio monumentale Antonio Vespucio Liberti, detto El Monumental, nel barrio di Belgrano. In questo stadio si è anche disputata la finale del mondiale argentino il 25 giugno 1978. Il Boca Juniors disputa invece le sue partite interne nello stadio Alberto José Armando, popolarmente chiamato La Bombonera, situato nel quartiere de La Boca.
Le altre squadre cittadine che militano nella Primera División sono quattro.
L'Argentinos Juniors gioca nello stadio Diego Armando Maradona nel barrio residenziale di La Paternal.
L'Huracán, squadra del popolare quartiere di Parque Patricios, disputa i suoi incontri interni nello stadio Tomás Adolfo Ducó.
Il San Lorenzo, società del quartiere di Boedo, gioca nello stadio Pedro Bidegain.
Il Vélez Sarsfield gioca nello stadio José Amalfitani nel barrio di Liniers.
In altre divisioni militano l'All Boys, il Nueva Chicago e il Ferro Carril Oeste.
Grande rivalità con le squadre delle città satelliti di Avellaneda che sono Racing Club e Independiente e di La Plata che sono Estudiantes (LP) e Gimnasia (LP).

### Automobilismo
Il circuito di Buenos Aires ha ospitato le 21 edizioni del Gran Premio d'Argentina di Formula 1 fra il 1953 e il 1998. Buenos Aires è stata anche la località di partenza e di arrivo del Rally Dakar nel 2009, 2010, 2011 e 2015.

### Rugby
Il rugby è molto popolare a Buenos Aires, specialmente nei quartieri eleganti della parte settentrionale della città. La locale squadra dei Jaguares è la squadra argentina che partecipa al torneo Super Rugby. Le squadre più prestigiose del campionato provinciale bonearense sono il Club Atlético de San Isidro e il San Isidro Club. La nazionale argentina di rugby disputa a Buenos Aires le proprie gare.

### Sport equestri
La passione degli argentini per i cavalli si manifesta in vari modi: nell'ippica all'Hipódromo Argentino de Palermo, nel polo sul Campo Argentino de Polo e nel pato, una sorta di pallacanestro giocata a cavallo e che è stata dichiarata sport nazionale argentino nel 1953.

### Tennis
Guillermo Vilas e Gabriela Sabatini furono grandi tennisti negli anni settanta e ottanta e resero popolare il tennis in Argentina. Vilas vinse gli Open di Buenos Aires varie volte negli anni settanta. Gli Open di Buenos Aires si giocano sui campi di terra rossa del Buenos Aires Lawn Tennis Club, nel quartiere di Palermo, generalmente nel mese di febbraio.